# サンテレビアニメ番組放送一覧
サンテレビアニメ番組放送一覧（サンテレビアニメばんぐみほうそういちらん）では、兵庫県の独立局であるサンテレビジョンにて現在放送しているものおよび過去に放送されたアニメ番組を日程の古いものから順に列挙している。

## 現在放送中のアニメ
2025年7月現在
| 時間  | 日                       | 月                                                                   | 火                         | 水                                   | 木                                                          | 金                                       | 土                   |
| ----- | ------------------------ | -------------------------------------------------------------------- | -------------------------- | ------------------------------------ | ----------------------------------------------------------- | ---------------------------------------- | -------------------- |
| 06:15 | -                        | メダカのコタロー                                                     | メダカのコタロー           | メダカのコタロー                     | メダカのコタロー                                            | メダカのコタロー                         | -                    |
| 06:50 | -                        | コタローとおはよー!                                                  | コタローとおはよー!        | コタローとおはよー!                  | コタローとおはよー!                                         | コタローとおはよー!                      | -                    |
| 07:00 | -                        | -                                                                    | -                          | -                                    | -                                                           | マッハGoGoGo                             | -                    |
| 07:30 | -                        | じゃりン子チエ                                                       | じゃりン子チエ             | じゃりン子チエ                       | じゃりン子チエ                                              | じゃりン子チエ                           | -                    |
| 22:30 | -                        | -                                                                    | -                          | -                                    | -                                                           | -                                        | 気絶勇者と暗殺姫     |
| 23:00 | -                        | -                                                                    | -                          | -                                    | -                                                           | -                                        | 渡くんの××が崩壊寸前 |
| 23:30 | ブサメンガチファイター   | -                                                                    | -                          | -                                    | -                                                           | -                                        | 新機動戦記ガンダムW  |
| 24:00 | -                        | フードコートで、また明日。                                           | -                          | クレバテス-魔獣の王と赤子と屍の勇者- | -                                                           | -                                        | -                    |
| 24:30 | ゲーセン少女と異文化交流 | 出禁のモグラ                                                         | まったく最近の探偵ときたら | 盾の勇者の成り上がり Season4         | -                                                           | アークナイツ【焔燼曙明/RISE FROM EMBER】 | -                    |
| 25:00 | ハイガクラ               | わたしが恋人になれるわけないじゃん、ムリムリ!（※ムリじゃなかった!?） | カッコウの許嫁 Season2     | New PANTY & STOCKING with GARTERBELT | Dr.STONE SCIENCE FUTURE                                     | -                                        | -                    |
| 25:30 | -                        | -                                                                    | -                          | -                                    | 勇者パーティーを追放された白魔導師、Sランク冒険者に拾われる | -                                        | -                    |

## 放送作品など
- 放送時刻はJSTで表記。
- 現在放送中の番組（アニメ以外）については、「サンテレビジョン」を参照のこと。
- 「☆」 - KBS京都でも同時期放送された深夜アニメ
- 「太字」 - ハイビジョン制作かつハイビジョン放送の深夜アニメ
- 「（　）」 - キー局製作の深夜アニメ

### 日曜日

#### 17時00分 - 17時15分
- シルバニアファミリー フレアのハッピーダイアリー［2022年10月9日 - 2023年1月8日］

#### 17時00分 - 17時30分
- ぐんまちゃん［☆ 2021年10月3日 - 12月26日］

#### 20時55分 - 21時00分
- フジログシーズン2［2011年10月2日 - 12月25日］

#### 22時00分 - 22時30分
- テレビまんが 昭和物語［☆ 2011年4月3日 - 6月26日］
- 有頂天家族［☆ 2013年7月7日 - 9月29日］

#### 22時25分 - 22時30分
- てーきゅう（第3期）［2013年10月6日 - 12月22日］
- みんな集まれ!ファルコム学園［2014年1月5日 - 3月30日］
- 召しませロードス島戦記 〜それっておいしいの?〜［2014年4月6日 - 6月29日］
- 毎度!浦安鉄筋家族［2014年7月6日 - 12月21日］
- みんな集まれ!ファルコム学園SC［2015年1月4日 - 3月29日］
- 雨色ココア［2015年4月5日 - 6月28日］
- ワカコ酒［2015年7月5日 - 9月20日］
- 小森さんは断れない!［2015年10月4日 - 12月20日］
- 大家さんは思春期!［2016年1月10日 - 3月27日］
- 小森さんは断れない!（再放送）［2016年4月3日 - 6月19日］
- 大家さんは思春期!（再放送）［2016年7月3日 - 9月18日］
- 雨色ココア in Hawaii［2016年10月2日 - 12月18日］
- にゃんこデイズ［2017年1月8日 - 3月26日］

#### 23時30分 - 24時00分
- AKB0048［☆ 2012年4月29日 - 7月22日］
- AKB0048 next stage［☆ 2013年1月6日 - 3月31日］
- ニル・アドミラリの天秤［2018年4月8日 - 6月24日］
- ISLAND［2018年7月1日 - 9月16日］
- ユリシーズ ジャンヌ・ダルクと錬金の騎士［2018年10月7日 - 12月30日］
- 不機嫌なモノノケ庵 續［2019年1月6日 - 3月31日］
- 警視庁 特務部 特殊凶悪犯対策室 第七課 -トクナナ-［2019年10月6日 - 12月29日］
- ぼくのとなりに暗黒破壊神がいます。［2020年1月12日 - 3月29日］
- グレイプニル［☆ 2020年4月5日 - 6月28日］
- モンスター娘のお医者さん［☆ 2020年7月12日 - 9月27日］
- 無能なナナ［2020年10月4日 - 12月27日］
- アイドリッシュセブン Third BEAT!［☆ 2021年7月4日 - 9月26日、2022年10月2日 - 12月25日、2023年2月5日 - 2月26日］
- さんかく窓の外側は夜［2021年10月3日 - 12月19日］
- 薔薇王の葬列［☆ 2022年1月9日 - 6月26日］
- てっぺんっ!!!!!!!!!!!!!!!［2022年7月3日 - 9月25日］
- アイドリッシュセブン Vibrato［2023年1月8日 - 1月29日］
- お隣の天使様にいつの間にか駄目人間にされていた件［2023年4月2日 - 6月18日］
- 幻日のヨハネ -SUNSHINE in the MIRROR-［☆ 2023年7月2日 - 9月24日］
- 範馬刃牙［☆ 2023年10月1日 - 2024年3月31日］
- ループ7回目の悪役令嬢は、元敵国で自由気ままな花嫁生活を満喫する［2024年4月7日 - 6月23日］
- 神之塔 -Tower of God- (第2期)［☆ 2024年7月7日 - ］
- グリザイア：ファントムトリガー THE ANIMATION［2025年1月5日 - 3月23日］
- 前橋ウィッチーズ［☆ 2025年4月6日 - 6月22日］
- ブサメンガチファイター［2025年7月6日 - ］

#### 24時00分 - 24時15分
- セブンボイスミュージアム〜名画と7人の巨匠たち〜［2023年1月8日 - 3月19日］

#### 24時30分 - 25時00分
- 蒼天航路[注 1]［2011年4月3日 - 9月25日］
- 青い文学シリーズ（日本テレビ制作）［2011年10月2日 - 12月18日］
- アマガミSS+plus（TBS製作）［2012年1月15日 - 4月8日[注 2]］[注 3]
- 黄昏乙女×アムネジア［2012年4月8日 - 6月24日］
- 恋と選挙とチョコレート（TBS製作）［☆ 2012年7月15日 - 10月7日］
- 好きっていいなよ。［☆ 2012年10月7日[注 4] - 12月30日］
- 問題児たちが異世界から来るそうですよ?［2013年1月13日 - 3月17日］
- デート・ア・ライブ［2013年4月7日 - 6月23日］
- Fate/kaleid liner プリズマ☆イリヤ［2013年7月14日 - 9月15日］
- 未来日記リダイヤル［2013年9月22日］
- 宮河家の空腹［2013年9月29日］
- 勇者になれなかった俺はしぶしぶ就職を決意しました。［2013年10月6日 - 12月22日］
- ウィザード・バリスターズ 弁魔士セシル［☆ 2014年1月12日 - 3月30日］
- デート・ア・ライブII［2014年4月13日 - 6月15日］
- 東京ESP［2014年7月13日 - 9月28日］
- 天体のメソッド［☆ 2014年10月5日 - 12月28日］
- ISUCA［2015年1月25日 - 3月29日］
- 長門有希ちゃんの消失［2015年4月5日 - 7月19日］
- Fate/kaleid liner プリズマ☆イリヤ ツヴァイ ヘルツ!［2015年7月26日 - 9月27日］
- コンクリート・レボルティオ〜超人幻想〜［☆ 2015年10月4日 - 12月27日］
- 紅殻のパンドラ［☆ 2016年1月10日 - 3月27日］
- ビッグオーダー［☆ 2016年4月17日 - 6月19日］
- ねじ巻き精霊戦記 天鏡のアルデラミン［☆ 2016年7月10日 - 10月2日］
- Lostorage incited WIXOSS［☆ 2016年10月9日 - 12月25日］
- スクールガールストライカーズ Animation Channel［☆ 2017年1月8日 - 3月26日、4月3日］
- アリスと蔵六［☆ 2017年4月2日 - 6月25日］
- ナイツ&マジック［☆ 2017年7月2日 - 9月24日］
- 妹さえいればいい。［☆ 2017年10月8日 - 12月24日］
- アイドリッシュセブン［☆ 2018年1月7日 - 4月1日］
- ヒナまつり［☆ 2018年4月8日 - 6月24日］
- ラブライブ!サンシャイン!!（再放送）［☆ 2018年7月1日 - 12月23日］
- デート・ア・ライブIII［☆ 2019年1月13日 - 3月31日］
- 真夜中のオカルト公務員［☆ 2019年4月7日 - 6月23日］
- あんさんぶるスターズ!［☆ 2019年7月7日 - 12月22日］
- ID：INVADED イド：インヴェイデッド［☆ 2020年1月5日 - 3月22日］
- アイドリッシュセブン Second BEAT!［☆ 2020年4月5日 - 4月19日、10月4日 - 12月27日］
- アイドリッシュセブン（再放送）［☆ 2020年4月26日 - 7月5日］
- 無職転生 〜異世界行ったら本気だす〜［☆ 2021年1月10日 - 3月21日、10月3日 - 12月19日］
- セブンナイツ レボリューション -英雄の継承者-［☆ 2021年4月4日 - 6月20日］
- 探偵はもう、死んでいる。［☆ 2021年7月4日 - 9月19日］
- 錆色のアーマ-黎明-［2022年1月9日 - 3月27日］
- ブラック★★ロックシューター DAWN FALL［☆ 2022年4月3日 - 6月19日］
- 連盟空軍航空魔法音楽隊ルミナスウィッチーズ［☆ 2022年7月3日 - 9月25日］
- 夫婦以上、恋人未満。［☆ 2022年10月9日 - 12月25日］
- 便利屋斎藤さん、異世界に行く［☆ 2023年1月8日 - 3月26日］
- お兄ちゃんはおしまい!［2023年4月2日 - 6月18日］
- 英雄教室［☆ 2023年7月9日 - 9月24日］
- 君のことが大大大大大好きな100人の彼女［☆ 2023年10月8日 - 12月24日］
- 真の仲間じゃないと勇者のパーティーを追い出されたので、辺境でスローライフすることにしました2nd［☆ 2024年1月7日 - 3月24日］
- VTuberなんだが配信切り忘れたら伝説になってた［☆ 2024年7月7日 - 9月22日］
- 妻、小学生になる。［2024年10月6日 - ］
- 君のことが大大大大大好きな100人の彼女(第2期)［☆ 2025年1月12日 - 3月30日］
- ゴリラの神から加護された令嬢は王立騎士団で可愛がられる［☆ 2025年4月6日 - 6月22日］
- ゲーセン少女と異文化交流［☆ 2025年7月6日 - ］

#### 25時00分 - 25時05分
- ハミダシクリエイティブ［☆ 2024年10月6日 - 12月22日］

#### 25時00分 - 25時30分
- ロウきゅーぶ!（再放送）［2013年4月14日 - 6月30日］
- ロウきゅーぶ!SS［☆ 2013年7月7日 - 9月29日］
- 夜桜四重奏 〜ハナノウタ〜［☆ 2013年10月6日 - 12月29日］
- のうりん［2014年1月12日 - 3月30日］
- 彼女がフラグをおられたら［2014年4月6日 - 6月29日］
- 普通の女子校生が【ろこどる】やってみた。（TBS製作）［2014年7月6日 - 9月21日］
- グリザイアの果実［☆ 2014年10月5日 - 12月28日］
- 純潔のマリア［☆ 2015年1月11日 - 3月29日］
- ダンジョンに出会いを求めるのは間違っているだろうか［☆ 2015年4月5日 - 6月28日］
- 監獄学園［☆ 2015年7月12日 - 9月27日］
- ランス・アンド・マスクス（TBS製作）［2015年10月4日 - 12月20日］
- Dimension W［☆ 2016年1月10日 - 3月27日］
- コンクリート・レボルティオ〜超人幻想〜THE LAST SONG［☆ 2016年4月10日 - 6月19日］
- スタミュ（再放送）［2016年7月3日 - 9月18日］
- マジきゅんっ!ルネッサンス［☆ 2016年10月2日 - 12月25日］
- 幼女戦記［☆ 2017年1月8日 - 3月26日、4月3日］
- ID-0［☆ 2017年4月9日 - 6月25日］
- プリンセス・プリンシパル［☆ 2017年7月9日 - 9月24日］
- クジラの子らは砂上に歌う［☆ 2017年10月8日 - 12月24日］
- citrus［2018年1月7日 - 3月25日］
- バキ［☆ 2018年7月1日 - 12月23日］
- ナカノヒトゲノム【実況中】［☆ 2019年7月7日 - 9月22日］
- アフリカのサラリーマン［☆ 2019年10月6日 - 12月22日］
- 社長、バトルの時間です!［☆ 2020年4月5日 - 6月28日］
- この素晴らしい世界に祝福を!2（再放送）［2020年7月19日 - 9月20日］
- 宇宙よりも遠い場所［☆ 2021年1月3日 - 3月28日］[注 5]
- 戦闘員、派遣します!［☆ 2021年4月4日 - 6月20日］
- 見える子ちゃん［☆ 2021年10月3日 - 12月19日］
- 佐々木と宮野［☆ 2022年1月9日 - 3月27日］
- デート・ア・ライブIV［☆ 2022年4月10日 - 6月26日］
- 無職転生 II 〜異世界行ったら本気だす〜［☆ 2023年7月2日 - 9月24日］
- オーバーテイク!［☆ 2023年10月1日 - 12月17日］
- じいさんばあさん若返る［☆ 2024年4月7日 - 6月16日］

#### 25時30分 - 25時45分
- ガイコツ書店員 本田さん［☆ 2018年10月7日 - 12月23日］

#### 25時30分 - 26時00分
- RED GARDEN（テレビ朝日制作[注 6]）［2006年10月8日 - 2007年3月18日］
- ぼくらの［2007年4月8日 - 9月30日］
- BLASSREITER［2008年4月6日 - 9月28日］
- 明日のよいち!（TBS製作）［2009年1月25日 - 4月12日］
- けんぷファー（TBS製作）［2009年10月11日 - 12月27日］
- はぐれ勇者の鬼畜美学［2012年7月8日 - 9月23日］
- ささみさん@がんばらない（TBS製作）［2013年1月13日 - 3月31日］
- ステラ女学院高等科C3部（TBS製作）［2013年7月7日 - 9月29日］
- マクロスF［2013年10月6日 - 2014年3月30日］[注 7]
- ブレイクブレイド［2014年4月6日 - 6月22日］
- RAIL WARS!（TBS製作）［2014年7月6日 - 9月21日］
- 俺、ツインテールになります。（TBS製作）［2014年10月12日 - 12月28日］
- 銃皇無尽のファフニール（TBS製作）［2015年1月11日 -  3月29日］
- グリザイアの楽園［☆ 2015年4月19日 - 6月21日］
- 下ネタという概念が存在しない退屈な世界［☆ 2015年7月5日 - 9月20日］
- 新妹魔王の契約者 BURST［2015年10月11日 - 12月13日］
- ブブキ・ブランキ［☆ 2016年1月10日 - 3月27日］
- くまみこ［☆ 2016年4月3日 - 6月19日］
- アンジュ・ヴィエルジュ［☆ 2016年7月10日 - 9月25日］
- ブブキ・ブランキ 星の巨人［☆ 2016年10月2日 - 12月18日］
- 鬼灯の冷徹 第弐期（再放送）［2018年1月7日 - 3月25日、3月28日］
- ライフル・イズ・ビューティフル［☆ 2019年10月13日 - 12月29日、2020年1月19日］
- EX-ARM エクスアーム［2021年1月10日 - 3月28日］

#### 26時00分 - 26時30分
- ドルアーガの塔 〜the Sword of URUK〜［☆ 2009年1月11日 - 4月5日］
- DOG DAYS''［☆ 2015年1月11日 -  3月29日］
- 攻殻機動隊ARISE ALTERNATIVE ARCHITECTURE［☆ 2015年4月5日 - 6月14日］

### 月 - 金曜日（月 - 木曜日）

#### 7時00分 - 7時30分
この枠では旧作品を実質再放送していたが、2013年3月21日（木）からは「Kids劇場」と題して、特撮作品（スーパーヒーロータイム枠）を実質再放送している。
- 家なき子［1999年?月 - 2000年1月］
- 無責任艦長タイラー［2000年1月 - 2月］
- がんばれ元気［2000年2月 - 4月］
- 宝島［2000年4月 - 5月］
- 魔法少女ララベル［2000年5月 - 7月19日（水）］
- 山ねずみロッキーチャック［2000年7月20日（木） - 9月］
- フランダースの犬 ぼくのパトラッシュ［2000年10月 - 11月］
- 六三四の剣［2000年11月 - 2001年1月］
- OH!スーパーミルクチャン［2001年1月］
- フランダースの犬 ぼくのパトラッシュ［2001年1月 - 2月19日（月）］
- HAND MAID メイ［2001年2月20日（火） - 3月6日（火）］
- みかん絵日記［2001年3月7日（水） - 4月17日（火）］
- NieA 7［2001年4月18日（水） - 5月4日（金）］
- あさりちゃん［2001年5月7日（月） - 7月17日（火）］
- 超くせになりそう［2001年7月18日（水） - 9月10日（月）］
- タイムボカン［2001年9月11日（火） - ?］
- ママはぽよぽよザウルスがお好き［2001年12月前後 - 2002年?月］
- トッポ・ジージョ［2002年?月 - 4月8日（月）］
- ミスター味っ子［2002年4月9日（火） - 6月17日（月）］
- 赤き血のイレブン［2002年6月18日（火） - 8月28日（水）］
- 鉄拳チンミ［2002年8月29日（木） - 9月25日（水）］
- タイムボカンシリーズ ヤッターマン［2002年9月26日（木） - 12月6日（金）］※1話 - 52話までで一旦打ち切り
- トム・ソーヤーの冒険［2002年12月9日（月） - 2003年2月18日（火）］
- 小さなバイキングビッケ［2003年2月19日（水） - 5月1日（木）］
- 新メイプルタウン物語 パームタウン編［2003年5月2日（金） - 7月2日（水）］
- タイムボカンシリーズ ヤッターマン［2003年7月3日（木） - 9月19日（金）］※53話以降の話を放送
- H2［2003年9月22日（月） - 11月14日（金）］
- 銀河鉄道999［2003年11月17日（月） - 2004年2月4日（水）］
- 平成犬物語バウ［2004年2月5日（木） - 3月30日（火）］
- ミスター味っ子［2004年3月31日（水） - 6月8日（火）］
- 銀河鉄道999［2004年6月9日（水） - 8月30日（月）］
- 日本のおとぎ話［2004年8月31日（火） - 9月17日（金）］
- アニメ世界の童話［2004年9月20日（月） - 10月6日（水）］
- ハクション大魔王［2004年10月7日（木） - 12月16日（木）］
- 平成天才バカボン［2004年12月17日（金） - 2005年2月22日（火）］
- 南国少年パプワくん［2005年2月23日（水） - 4月21日（木）］
- 地獄先生ぬ〜べ〜［2005年4月22日（金） - 6月30日（木）］
- きまぐれオレンジ☆ロード［2005年7月1日（金） - 9月6日（火）］
- 陽あたり良好!［2005年9月7日（水） - 11月11日（金）］
- 快傑ゾロ［2005年11月14日（月） - 2006年1月26日（木）］
- ドン・チャック物語［2006年1月27日（金） - 4月10日（月）］
- ときめきトゥナイト［2006年4月11日（火） - 5月26日（金）］
- アルプス物語 わたしのアンネット［2006年5月29日（月） - 8月9日（水）］※2006年7月からは月 - 木曜日
- ど根性ガエル［2006年8月10日（木） - 2007年1月15日（月）］※2006年9月までは月 - 木曜日
- 伊賀野カバ丸［2007年1月16日（火） - 2007年2月16日（金）］
- タッチ［2007年2月19日（月） - 2007年8月1日（水）］※2007年4月からは月 - 木曜日
- いなかっぺ大将［2007年8月2日（木） - 2008年1月29日（火）］※以下の作品は月曜 - 木曜日、2007年10月4日（木）は放送された
- ドン・チャック物語［2008年1月30日（水） - 2008年4月21日（月）］
- チエちゃん奮戦記 じゃりン子チエ［2008年4月22日（火） - 2008年6月26日（木）］
- おジャ魔女どれみ［2008年6月30日（月） - 2008年9月24日（水）］
- おジャ魔女どれみ♯［2008年9月25日（木） - 12月18日（木）］
- も〜っと!おジャ魔女どれみ［2008年12月22日（月） - 2009年3月18日（水）］
- おジャ魔女どれみドッカ〜ン!［2009年3月19日（木） - 2009年6月16日（火）］
- おジャ魔女どれみナ・イ・ショ［2009年6月17日（水） - 2009年7月8日（水）］
- フランダースの犬［2009年7月9日（木） - 2009年10月7日（水）］
- 鉄腕アトム (アニメ第2作)［2009年10月8日（木） - 2010年1月6日（水）］
- こんにちはアン［2010年1月7日（木） - 2010年3月16日（火）］
- 赤毛のアン［2010年3月17日（水） - 2010年5月28日（金）］※2010年4月9日からは月 - 金曜日
- ニルスのふしぎな旅［2010年5月31日（月） - 2010年8月10日（火）］
- 海のトリトン［2010年8月11日（水） - 2010年9月16日（木）］
- メーテルリンクの青い鳥 チルチルミチルの冒険旅行［2010年9月17日（金） - 2010年10月22日（金）］
- 宝島［2010年10月25日（月） - 2010年11月29日（月） ］
- はじめの一歩［2010年11月30日（火）- 2011年4月19日（火）］
- スプーンおばさん［2011年4月20日（水）- 2011年6月20日（月）］
- 樫の木モック［2011年6月21日（火）- 2011年8月31日（水）］
- 母をたずねて三千里［2011年9月1日（木） - 2011年11月11日（金）］
- ペリーヌ物語［2011年11月14日（月） - 2012年1月27日（金）］
- あらいぐまラスカル［2012年1月30日（月） - 2012年4月9日（月）］
- 楽しいムーミン一家［2012年4月10日（火） - 2012年8月29日（水）］
- パタパタ飛行船の冒険［2012年8月30日（木） - 2012年10月4日（木）］
- 未来少年コナン［2012年10月5日（金） - 2012年11月9日（金）］
- プレイボール［2012年11月12日（月） - 2012年11月28日（水）］
- プレイボール2nd［2012年11月29日（木） - 12月17日（月）］
- 巨人の星【特別篇】 猛虎 花形満［2012年12月18日（火） - 2013年1月9日（水）］
- 未来警察ウラシマン［2013年1月10日（木） - 2013年3月20日（水）］

#### 7時30分 - 8時00分
この枠では、原則的に提供バックを廃止する形で旧作品を実質再放送している。
- ママは小学4年生［1999年9月15日（水） - 11月26日（金）］※1999年9月23日までは月 - 木曜日
- シートン動物記 くまの子ジャッキー［1999年11月29日（月） - 2000年1月］
- シートン動物記 りすのバナー［2000年1月］
- ハロー!サンディベル［2000年2月 - 4月］
- 野ばらのジュリー［2000年4月］
- 巴里のイザベル［2000年5月］
- 風の中の少女 金髪のジェニー［2000年5月 - 6月］
- さすらいの少女ネル［2000年6月 - 7月14日（金）］
- プリンセスナイン 如月女子高野球部［2000年7月17日（月） - 8月21日（月）］
- 母をたずねて三千里［2000年8月22日（火） - 11月］
- まんがイソップ物語［2000年11月 - 12月］
- イソップワールド［2000年12月 - 12月26日（火）］
- ハローキティのわくわく探検バルーン（ハローキティとバッドばつ丸）［2000年12月27日（水） - 2001年1月15日（月）］
- 3丁目のタマ うちのタマ知りませんか?［2001年1月16日（火） - 2月20日（火）］
- The・かぼちゃワイン［2001年2月21日（水） - 7月3日（火）］
- みつばちマーヤの冒険［2001年7月4日（水） - 9月13日（木）］
- ガンバの冒険［2001年9月14日（金） - 10月19日（金）］
- 新竹取物語 1000年女王［2001年10月22日（月） - ?月］
- メイプルタウン物語［2001年12月前後 - 2002年?月］
- 南の虹のルーシー［2002年?月 - 5月23日（木）］※2002年4月からは月 - 木曜日
- チエちゃん奮戦記 じゃりン子チエ［2002年5月27日（月） - 7月31日（水）］※以下の作品は月 - 木曜日
- アイドル伝説えり子［2002年8月1日（木） - 10月29日（火）］
- とんがり帽子のメモル［2002年10月30日（水） - 2003年1月29日（水）］
- Dr.スランプ アラレちゃん［2003年3月5日（水） - 6月3日（火）］
- コアラボーイ コッキィ［2003年6月4日（水） - 7月17日（木）］
- 小公子セディ［2003年7月21日（月） - 10月1日（水）］※この作品までは月 - 木曜日
- 突撃!パッパラ隊［2003年10月2日（木） - 11月5日（水）］
- 森の妖精ノーム［2003年11月6日（木） - 12月11日（木）］
- 魔法のプリンセス ミンキーモモ［2003年12月12日（金） - 2004年3月11日（木）］
- ハローキティのわくわく探検バルーン［2004年3月12日（金） - 4月30日（金）］
- タッチ［2004年5月3日（月） - 9月20日（月）］
- 星の子チョビン［2004年9月21日（火） - 10月26日（火）］
- 昆虫物語 新みなしごハッチ［2004年10月27日（水） - 12月1日（水）］
- 星の王子さま プチ・プランス［2004年12月2日（木） - 2005年2月1日（火）］※2005年1月からは月 - 木曜日
- 森のトントたち［2005年2月2日（水） - 3月14日（月）］
- ロビンフッドの大冒険［2005年3月15日（火） - 6月21日（火）］※この作品までは月 - 木曜日
- ミッドナイトホラースクール［2005年6月22日（水） - 7月21日（木）］※2005年6月までは月 - 木曜日 [注 8]
- キテレツ大百科［2005年7月22日（金） - 10月3日（月）］
- シンデレラ物語［2005年10月4日（火） - 11月8日（火）］
- あんみつ姫［2005年11月9日（水） - 2006年1月23日（月）］
- キテレツ大百科［2006年1月24日（火） - 4月5日（水）］
- 三丁目の夕日［2006年4月6日（木） - 5月12日（金）］
- トムとジェリー［2006年5月15日（月） - 6月19日（月）］
- キテレツ大百科［2006年6月20日（火） - 8月30日（水）］
- 牧場の少女カトリ［2006年8月31日（木） - 11月7日（火）］
- 名犬ジョリィ［2006年11月8日（水） - 2007年1月22日（月）］
- キテレツ大百科［2007年1月23日（火） - 6月5日（火）］※2007年4月からは月 - 木曜日
- タマ&フレンズ 探せ!魔法のプニプニストーン［2007年6月6日（水） - 7月23日（月）］※以下の作品は月 - 木曜日
- パッタ ポッタ モン太［2007年7月24日（火） - 9月19日（水）］
- キテレツ大百科［2007年9月20日（木） - 2008年2月28日（木）］
- 昆虫物語 みなしごハッチ［2008年3月3日（月） - 8月4日（月）］
- タイムボカン［2008年8月5日（火） - 11月18日（火）］
- おはよう!スパンク［2008年11月19日（水） - 2009年3月10日（火）］
- ハクション大魔王［2009年3月11日（水） - 2009年6月8日（月）］
- 天才バカボン［2009年6月9日（火） - 2009年7月6日（月）］ ※第49話より放送
- タイムボカンシリーズ ゼンダマン［2009年7月7日（火） - 2009年10月5日（月）］
- アルプスの少女ハイジ［2009年10月6日（火） - 2010年1月4日（月）］
- みどりのマキバオー［2010年1月5日（火） - 2010年4月20日（火）］
- ベルサイユのばら［2010年4月21日（水） - 2010年6月29日（火）］
- 甲虫王者ムシキング［2010年6月30日（水） - 2010年9月28日（火）］
- トラップ一家物語［2010年9月29日（水） - 2010年12月7日（火）］
- こどものおもちゃ［2010年12月8日（水） - 2011年3月7日（月）］
- トムソーヤの冒険［2011年3月8日（火） - 2011年5月31日（火）］
- こどものおもちゃ（中学生編）［2011年6月1日（水） - 2011年8月29日（月）］
- 名探偵ホームズ［2011年8月30日（火） - 2011年10月12日（水）］
- かいけつゾロリ［2011年10月13日（木） - 2011年12月23日（金）］
- まじめにふまじめ かいけつゾロリ［2011年12月26日（月） - 2012年5月10日（木）］
- それいけ！ズッコケ三人組［2012年5月11日（金） - 2012年6月15日（金）］
- 家族ロビンソン漂流記 ふしぎな島のフローネ［2012年6月18日（月） - 2012年8月24日（金）］
- 家なき子レミ［2012年8月27日（月） - 2012年10月1日（月）］
- ぷるるんっ!しずくちゃん［2012年10月2日（火） - 2012年12月11日（火）］
- ぷるるんっ!しずくちゃん あはっ☆［2012年12月12日（水） - 2013年2月25日（月）］
- アラビアンナイト シンドバットの冒険［2013年2月26日（火） - 2013年5月8日（水）］
- キテレツ大百科［2013年5月9日（木） - 2013年8月22日（木）］
- ガンバの冒険 ［2013年8月23日（金） - 2013年9月27日（金）］
- 山ねずみロッキーチャック［2013年9月30日（月） - 2013年12月10日（火）］
- ポールのミラクル大作戦［2013年12月11日（水） - 2014年2月25日（火）］
- おねがい!サミアどん ［2014年2月26日（水） - 2014年4月24日（木）］
- るろうに剣心 -明治剣客浪漫譚- ［2014年4月28日（月） - 2014年10月6日（月）］
- ルパン三世 PART2 ［2014年10月7日（火） - 2015年5月18日（月）］
- ルパン三世 PART1 ［2015年5月19日（火） - 6月18日（木）］
- ルパン三世 PARTIII ［2015年6月19日（金） - 8月27日（木）］
- ナースエンジェルりりかSOS ［2015年8月28日（金） - 10月15日（木）］
- ど根性ガエル ［2015年10月16日（金） - 2016年3月7日（月）］
- はじめの一歩 Rising ［2016年3月8日（火） - 4月11日（月）］
- ふたりはプリキュア ［2016年4月12日（火） - 6月17日（金）］
- 魔法騎士レイアース ［2016年6月20日（月） - 8月25日（木）］
- ふたりはプリキュア Max Heart ［2016年8月26日（金） - 10月31日（月）］
- ふたりはプリキュア Splash Star ［2016年11月1日（火） - 2017年1月9日（月）］
- 怪物くん ［2017年1月10日（火） - 5月22日（月）］
- Yes!プリキュア5 ［2017年5月23日（火） - 2017年7月28日（金） ］
- Yes!プリキュア5GoGo! ［2017年7月31日（月） - 10月4日（水）］
- 幽☆遊☆白書 ［2017年10月5日（木） - 2018年3月14日（水）］
- フレッシュプリキュア! ［2018年3月15日（木） - 5月23日（水）］
- ハートキャッチプリキュア! ［2018年5月24日（木） - 7月31日（火）］
- スイートプリキュア♪ ［2018年8月1日（水） - 10月5日（金）］
- スマイルプリキュア! ［2018年10月8日（月） - 12月12日（水）］
- ドキドキ!プリキュア［2018年12月13日（木） - 2019年2月26日（火）］
- ペリーヌ物語［2019年2月27日（水） - 5月10日（金）］
- 家族ロビンソン漂流記 ふしぎな島のフローネ［2019年5月13日（月） - 7月19日（金）］
- フランダースの犬［2019年7月22日（月） - 10月1日（火）］
- 小公女セーラ［2019年10月2日（水） - 12月3日（火）］
- 母をたずねて三千里［2019年12月4日（水） - 2020年2月19日（水）］
- ニルスのふしぎな旅［2020年2月20日（木） - 2020年5月1日（金）］
- 赤毛のアン［2020年5月4日（月） - 2020年7月10日（金）］
- アルプスの少女ハイジ［2020年7月13日（月） - 9月22日（火）］
- 南の虹のルーシー［2020年9月23日（水） - 12月1日（火）］
- はじめ人間ギャートルズ［2020年12月2日（水） - 2021年3月19日（金）］
- じゃりン子チエ［2021年3月22日（月） - 6月18日（金）］
- チエちゃん奮戦記 じゃりン子チエ［2021年6月21日（月） - 8月12日（木）］
- こちら葛飾区亀有公園前派出所［2021年8月13日（金） - 12月30日（木）］
- ルパン三世 PART4［2022年1月3日（月） - 2月7日（月）]
- ルパン三世 PART5［2022年2月8日（火） - 2022年3月11日（金）］
- 科学忍者隊ガッチャマン［2022年3月14日（月） - 8月5日（金）］
- タイムボカン［2022年8月8日（月） - 10月31日（月）］
- ヤッターマン［2022年11月1日（火） - 2023年3月31日（金）］
- うる星やつら［2023年4月3日（月） - 12月29日（金）］
- らんま1/2［2024年1月3日（水） - 8月14日（水）］
- SLAM DUNK［2024年8月15日（木） - 12月31日（火）］
- フランダースの犬［2025年1月6日（月） - 3月18日（火）］
- あらいぐまラスカル［2025年3月19日（水） - 5月29日（木）］
- じゃりン子チエ［2025年5月30日（金） -］

#### 17時00分 - 17時15分
- ハクション大魔王［2023年4月3日（月） - 9月25日（月）］

### 月曜日

#### 18時00分 - 18時30分
下記作品をこの時間に放送したことに視聴者から苦情が寄せられ、このアニメ枠は廃止された。
- らいむいろ戦奇譚［2003年1月6日 - 3月31日］

#### 19時55分 - 20時00分
- フジログシーズン1［2011年4月4日 - 6月27日］

#### 23時30分 - 24時00分
- キューティクル探偵因幡［2013年1月7日 - 3月25日］
- きんいろモザイク［☆ 2013年7月8日 - 9月23日］
- メガネブ!［☆ 2013年10月7日 - 12月23日］
- そにアニ -SUPER SONICO THE ANIMATION-［☆ 2014年1月6日 - 3月24日］
- 僕らはみんな河合荘（TBS製作）［☆ 2014年4月7日 - 6月23日］
- さばげぶっ!［☆ 2014年7月7日 - 9月22日］
- 神撃のバハムート GENESIS［☆ 2014年10月6日 - 12月29日］
- 少年ハリウッド -HOLLY STAGE FOR 50-［☆ 2015年1月12日 - 4月6日］
- ハロー!!きんいろモザイク［☆ 2015年4月6日 - 6月22日］
- ゴッドイーター［☆ 2015年7月6日 - 9月28日］
- 落第騎士の英雄譚［2015年10月5日 - 12月21日］
- 霊剣山 星屑たちの宴［☆ 2016年1月11日 - 3月28日］
- うしおととら 第3クール［☆ 2016年4月4日 - 6月27日］
- あまんちゅ!［☆ 2016年7月11日 - 9月26日］
- 終末のイゼッタ［2016年10月3日 - 12月19日］
- SUPER LOVERS 2［2017年1月16日 - 3月20日］
- ひなこのーと［☆ 2017年4月10日 - 6月26日］
- メイドインアビス［☆ 2017年7月10日 - 10月2日］
- 三ツ星カラーズ［☆ 2018年1月8日 - 3月26日］
- シティーハンター［2018年4月2日 - 12月24日］
- ルパン三世 PART4［2019年10月7日 - 2020年3月23日］[注 9]
- おちこぼれフルーツタルト［☆ 2020年10月12日 - 12月28日］
- たとえばラストダンジョン前の村の少年が序盤の街で暮らすような物語［2021年1月4日 - 3月22日］
- グリザイア:ファントムトリガー THE ANIMATION（再放送）［2022年7月4日 - 7月25日］
- 風都探偵［2022年8月8日 - 10月24日］
- 「艦これ」いつかあの海で（再放送）［☆ 2022年11月7日 - 12月26日］
- 吸血鬼すぐ死ぬ2［☆ 2023年1月9日 - 3月27日］
- 政宗くんのリベンジR［☆ 2023年7月3日 - 9月18日］
- 星屑テレパス［2023年10月9日 - 12月25日］
- 神は遊戯に飢えている。［☆ 2024年4月1日 - 6月24日］
- ハイガクラ［2024年10月7日 - ］
- この会社に好きな人がいます［2025年1月6日 - 3月24日］

#### 23時30分 - 24時30分
- トリリオンゲーム（再放送）（TBS製作・2話連続放送）［2025年4月7日 - 6月30日］

#### 24時00分 - 24時30分
ほとんどが1クール作品ということもあり、もっとも歴代の作品数が多い。
- 妄想科学シリーズ ワンダバスタイル［2003年4月7日 - 6月23日］
- グリーングリーン［2003年7月14日 - 9月29日］
- 君が望む永遠［2003年10月6日 - 2004年1月5日］
- 超重神グラヴィオンZwei［2004年1月12日 - 3月29日］
- 花右京メイド隊 La Verite［2004年4月5日 - 6月21日］
- 藍より青し 〜縁〜（関西テレビが放送後に再放送）［2004年7月5日 - 9月20日］
- げんしけん［2004年10月11日 - 12月27日］
- A15（第4期）［2005年1月10日 - 3月27日］
- 英國戀物語エマ［2005年4月4日 - 6月20日］[注 10]
- D.C.S.S. 〜ダ・カーポ セカンドシーズン〜［☆ 2005年7月4日 - 12月26日］
- タクティカルロア［☆ 2006年1月9日 - 4月3日］
- ひまわりっ!［☆ 2006年4月10日 - 7月3日］
- となグラ!［☆ 2006年7月10日 - 10月2日］
- 乙女はお姉さまに恋してる［☆ 2006年10月9日 - 12月25日］
- ひまわりっ!!［☆ 2007年1月8日 - 4月2日］
- 陸上防衛隊まおちゃん［☆ 2007年4月10日 - 7月2日］[注 11]
- さよなら絶望先生［☆ 2007年7月9日 - 9月24日]
- D.C.II 〜ダ・カーポII〜［☆ 2007年10月1日 - 12月24日]
- 俗・さよなら絶望先生［☆ 2008年1月7日 - 3月31日］
- D.C.II S.S. 〜ダ・カーポII セカンドシーズン〜［☆ 2008年4月7日 - 6月30日］
- 薬師寺涼子の怪奇事件簿［☆ 2008年7月7日 - 9月29日］
- 屍姫 赫［☆ 2008年10月6日 - 12月29日］
- 屍姫 玄［☆ 2009年1月5日 - 3月30日］
- アスラクライン［☆ 2009年4月6日 - 6月29日］
- 【懺・】さよなら絶望先生［☆ 2009年7月6日 -9月28日］
- アスラクライン2［☆ 2009年10月5日 - 12月28日］
- まりあ†ほりっく（再放送）［2010年1月11日 - 3月29日］
- 薄桜鬼［☆ 2010年4月5日 - 6月21日］
- 生徒会役員共［☆ 2010年7月5日 - 9月27日］
- 薄桜鬼 碧血録［☆ 2010年10月4日 - 12月13日］
- お兄ちゃんのことなんかぜんぜん好きじゃないんだからねっ!!［☆ 2011年1月10日 - 3月28日］
- アスタロッテのおもちゃ!［☆ 2011年4月11日 - 6月27日］
- ロウきゅーぶ!［☆ 2011年7月4日 - 9月26日］
- 少年ハリウッド -HOLLY STAGE FOR 49-［☆ 2014年7月7日 - 9月29日］
- 失われた未来を求めて［☆ 2014年10月6日 - 12月22日］
- アブソリュート・デュオ［☆ 2015年1月5日 - 3月23日］
- Angel Beats!［2015年4月13日 - 6月29日］[注 12]
- うしおととら［☆ 2015年7月6日 - 12月28日］
- スタミュ［2016年1月11日 - 3月28日］
- ばくおん!!［2016年4月4日 - 6月20日］
- 初恋モンスター［☆ 2016年7月4日 - 9月19日］
- 高橋留美子劇場［2016年10月3日 - 12月26日］
- ガヴリールドロップアウト［☆ 2017年1月9日 - 3月27日］
- スタミュ 第2期［☆ 2017年4月3日 - 6月19日］
- 恋と嘘［☆ 2017年7月3日 - 9月18日］
- UQ HOLDER! 〜魔法先生ネギま!2〜［☆ 2017年10月2日 - 12月18日］
- バジリスク 〜桜花忍法帖〜［☆ 2018年1月8日 - 6月18日］
- 悪偶 -天才人形-［☆ 2018年7月9日 - 9月24日］
- うちのメイドがウザすぎる!［☆ 2018年10月8日 - 12月24日］
- ダンジョンに出会いを求めるのは間違っているだろうか（再放送）［2019年1月7日 - 4月1日］
- スタミュ（再放送/1話目）［2019年4月8日 - 6月24日］
- スタミュ 第3期［☆ 2019年7月1日 - 9月16日］
- A3! SEASON SPRING&SUMMER［☆ 2020年1月13日 - 2月17日、4月6日 - 6月22日］
- ふたりはミルキィホームズ（再放送）［☆ 2020年2月24日 - 3月30日］
- えんどろ〜!［2020年7月6日 - 9月21日］
- A3! SEASON AUTUMN&WINTER［☆ 2020年10月12日 - 12月28日］
- ぶらどらぶ［2021年7月5日 - 9月20日］
- 月とライカと吸血姫［☆ 2021年10月4日 - 12月20日］
- プリンセスコネクト!Re:Dive Season 2［☆ 2022年1月10日 - 3月28日］
- ようこそ実力至上主義の教室へ（再放送）［☆ 2022年4月4日 - 6月20日］
- ようこそ実力至上主義の教室へ 2nd Season［☆ 2022年7月4日 - 9月26日］
- 新米錬金術師の店舗経営［☆ 2022年10月3日 - 12月19日］
- HIGH CARD［☆ 2023年1月9日 - 3月27日、2024年1月8日 - 3月25日］
- くまクマ熊ベアーぱーんち!［☆ 2023年4月3日 - 6月19日］
- 鴨乃橋ロンの禁断推理［☆ 2023年10月2日 - 12月25日］
- 終末トレインどこへいく?［☆ 2024年4月1日 - 6月17日］
- 真夜中ぱんチ［☆ 2024年7月8日 - 9月23日］
- 鴨乃橋ロンの禁断推理 2nd Season［☆ 2024年10月7日 - 12月30日］
- わたしの幸せな結婚 (第2期)［☆ 2025年1月6日 - 3月31日、4月9日］
- フードコートで、また明日。［☆ 2025年7月7日 - ］

#### 24時30分 - 25時00分
- 惡の華［☆ 2013年4月8日 - 7月1日］
- 神さまのいない日曜日［☆ 2013年7月8日 - 9月23日］
- ワルキューレ ロマンツェ［☆ 2013年10月7日 - 12月23日］
- 生徒会役員共*［☆ 2014年1月6日 - 3月31日］
- 神々の悪戯［2014年4月7日 - 6月23日］
- 六畳間の侵略者!?［2014年7月14日 - 9月29日］
- ゼロから始める魔法の書［☆ 2017年4月10日 - 6月26日］
- 天使の3P!［☆ 2017年7月10日 - 9月25日］
- つうかあ［☆ 2017年10月9日 - 12月25日］
- りゅうおうのおしごと!［☆ 2018年1月8日 - 3月26日］
- 蒼天の拳 REGENESIS［☆ 2018年4月9日 - 6月25日、10月8日 - 12月24日］
- ロード オブ ヴァーミリオン 紅蓮の王［☆ 2018年7月16日 - 9月24日、9月29日］
- ぱすてるメモリーズ［☆ 2019年1月7日 - 3月25日］
- スタミュ（再放送/2話目）［2019年4月8日 - 6月24日］
- ありふれた職業で世界最強［2019年7月8日 - 10月7日］
- ありふれた職業で世界最強（再放送）［2019年10月14日 - 12月30日］
- 群れなせ!シートン学園［☆ 2020年1月6日 - 3月23日］
- プリンセスコネクト!Re:Dive［☆ 2020年4月6日 - 6月29日］
- バキ 大擂台賽編［☆ 2020年7月6日 - 9月28日］
- 裏世界ピクニック［2021年1月4日 - 3月22日］
- 恋と呼ぶには気持ち悪い［2021年4月5日 - 6月21日］
- 吸血鬼すぐ死ぬ［☆ 2021年10月4日 - 12月20日］
- 範馬刃牙［☆ 2022年1月10日 - 3月28日］
- 理系が恋に落ちたので証明してみた。r=1-sinθ［2022年4月4日 - 6月20日］
- デッドマウント・デスプレイ［☆ 2023年4月10日 - 6月26日、10月9日 - 12月25日］
- 望まぬ不死の冒険者［2024年1月8日 - 3月25日］
- Lv2からチートだった元勇者候補のまったり異世界ライフ［☆ 2024年4月8日 - 6月24日］
- 経験済みなキミと、経験ゼロなオレが、お付き合いする話。（再放送）［2024年7月1日 - 9月16日］
- 出禁のモグラ［2025年7月7日 - ］

#### 24時35分 - 25時05分
- C3 -シーキューブ-［☆ 2011年10月3日 - 12月19日］
- BRAVE10［2012年1月9日 - 3月26日］
- 謎の彼女X［☆ 2012年4月9日 - 7月2日］
- カンピオーネ!［2012年7月9日 - 10月1日］
- To LOVEる ダークネス［2012年10月8日 - 2013年1月7日[注 13]］[注 10]
- まおゆう魔王勇者［☆ 2013年1月7日 - 4月1日］

#### 24時40分 - 25時10分
- HELLSING（フジテレビ製作）［2002年1月7日 - 4月1日］

#### 25時00分 - 25時30分
- To LOVEる -とらぶる- ダークネス 2nd［2015年7月6日 - 9月28日］[注 10]
- VALKYRIE DRIVE -MERMAID-［☆ 2015年10月12日 - 12月28日］
- 最弱無敗の神装機竜［☆ 2016年1月11日 - 3月28日］
- 三者三葉［☆ 2016年4月11日 - 6月27日］
- アクティヴレイド -機動強襲室第八係- 2nd［☆ 2016年7月11日 - 9月26日］
- 聖闘士星矢 黄金魂 -soul of gold-［2016年10月3日 - 12月26日］
- 霊剣山 叡智への資格［☆ 2017年1月9日 - 3月27日］
- わたしが恋人になれるわけないじゃん、ムリムリ!（※ムリじゃなかった!?）［2025年7月7日 - ］

#### 25時10分 - 25時40分
- HAPPY★LESSON（第1期のみ放送）［☆ 2002年4月1日 - 6月24日］
- 円盤皇女ワるきゅーレ［2002年7月15日 - 9月30日］
- 一騎当千［2003年10月6日 - 12月29日］
- A15（第3期まで。第3期のみ25分繰り下げ）［2004年1月12日 - 3月1日/3月8日 - 4月26日/5月3日 - 6月28日］
- 流星戦隊ムスメット［2004年10月4日 - 12月25日］

#### 25時30分 - 25時35分
- 戦隊ヒーロー スキヤキフォース2［2019年1月7日 - 3月25日］

#### 25時30分 - 25時45分
2016年9月までアース・スター エンターテイメント製作の短編アニメを包括する「アース・スターアニメ劇場」の枠となっていた。
- てーきゅう(第4期) / 高宮なすのです! / てーきゅう(第1・2期) / ヤマノススメ(再放送)［2015年4月6日 - 6月22日］
- てーきゅう(第5期) / てーきゅう（第3期） / ミリオンドール / 枕男子 [2015年7月6日 - 9月21日（『枕男子』のみ7月13日 - 9月28日）]
- てーきゅう(第6期) / 血液型くん!3 / あにトレ!EX / まんがーる!（再放送）［2015年10月12日 - 12月28日］
- てーきゅう(第7期) / 血液型くん!4 / 魔法少女なんてもういいですから。 / 枕男子（再放送） ［2016年1月11日 - 3月28日］
- うさかめ / ワガママハイスペック / あにトレ!EX（再放送）［2016年4月11日 - 6月27日］
- OZMAFIA!! / 魔法少女?なりあ☆がーるず［2016年7月11日 - 9月26日］

#### 25時30分 - 26時00分
- うみねこのなく頃に［☆ 2009年7月6日 - 12月28日］
- おまもりひまり［2010年1月11日 - 3月29日］
- ストライクウィッチーズ2［2010年7月12日 - 9月27日］
- パンティ&ストッキングwithガーターベルト［2010年10月4日 - 12月27日］
- IS 〈インフィニット・ストラトス〉（TBS製作）［☆ 2011年1月17日 - 4月4日］
- けんぷファー für die Liebe（TBS製作）［☆ 2011年4月11日］
- デッドマン・ワンダーランド［2011年4月18日 - 7月4日］
- R-15［2011年7月11日 - 9月26日］
- ラストエグザイル-銀翼のファム-（CBC製作）［2011年10月10日 - 2012年3月26日］
- ゆるめいつ 3でぃ［2012年4月2日 - 9月24日］[注 14]
- TARI TARI［☆ 2012年7月2日 - 9月24日］
- それでも世界は美しい（日本テレビ製作）［2014年4月21日 - 7月7日］
- AKB0048（再放送）［2014年7月14日 - 10月6日］
- ドリフェス!［2016年10月10日 - 12月26日］
- アイドル事変［2017年1月9日 - 3月27日］
- 戦闘メカ ザブングル［2017年4月3日 - 2018年3月12日］
- デビルズライン［☆ 2018年4月9日 - 6月25日］
- 邪神ちゃんドロップキック［2018年7月9日 - 9月17日］
- 邪神ちゃんドロップキック'［2020年4月6日 - 6月22日］

#### 25時45分 - 26時00分
- ヤマノススメ セカンドシーズン［2015年10月12日 - 2016年3月28日］

#### 26時00分 - 26時05分
- 無責任ギャラクシー☆タイラー［☆ 2017年7月17日 - 10月2日］
- 戦隊ヒーロー スキヤキフォース［2018年1月8日 - 3月26日］

#### 26時00分 - 26時10分
- 宇宙戦艦ティラミス［2018年4月2日 - 6月25日］
- 宇宙戦艦ティラミスII［2018年10月1日 - 12月24日］

#### 26時00分 - 26時30分
- 落語天女おゆい［2006年1月9日 - 3月27日］
- 女子高生 GIRL'S-HIGH［2006年4月3日 - 6月19日］
- コヨーテ ラグタイムショー［2006年7月3日 - 9月18日］
- らぶドル 〜Lovely Idol〜［2006年10月2日 - 12月18日］
- 京四郎と永遠の空［2007年1月8日 - 3月26日］
- 英國戀物語エマ 第二幕［2007年4月10日 - 6月26日］
- ひぐらしのなく頃に解［☆ 2007年7月9日 - 12月17日］
- 破天荒遊戯［☆ 2008年1月7日 - 3月10日］
- BUS GAMER［☆ 2008年3月17日 - 3月31日］
- あまつき［☆ 2008年4月7日 - 6月30日］
- ストライクウィッチーズ［☆ 2008年7月7日 - 9月22日］（本局初にして唯一の『アニメスピリッツ』枠の作品）
- 純情ロマンチカ2［2008年10月13日 - 12月29日］[注 15]
- 鋼殻のレギオス［2009年1月12日 - 6月22日］（4月6日分より30分早い25時40分から放送）
- 生徒会の一存［2009年10月5日 - 12月21日］
- 学園黙示録 HIGHSCHOOL OF THE DEAD［☆ 2010年7月12日 - 9月27日］
- そらのおとしものf(フォルテ)［☆ 2010年10月4日 - 12月20日］
- これはゾンビですか?［☆ 2011年1月10日 - 4月4日］
- 世界一初恋［☆ 2011年4月11日 - 6月27日］
- 快盗天使ツインエンジェル 〜キュンキュンときめきパラダイス!!〜［2011年7月11日 - 9月19日］
- 世界一初恋2［☆ 2011年10月10日 - 12月26日］
- 人類は衰退しました［2012年7月2日 - 9月17日］
- とある飛空士への恋歌［2014年1月6日 - 3月31日］
- M3〜ソノ黒キ鋼〜［☆ 2014年4月21日 - 9月29日］
- ハイスクールD×D BorN［2015年4月6日 - 6月22日］
- 機甲創世記モスピーダ［2015年10月5日 - 2016年3月21日］
- 装甲騎兵ボトムズ［2016年4月4日 - 2017年3月27日］

#### 26時30分 - 26時35分
- ストレンジ・プラス［☆ 2014年1月13日 - 3月31日］
- 犬神さんと猫山さん［☆ 2014年4月7日 - 6月30日］
- 真 ストレンジ・プラス［☆ 2014年7月7日 - 9月29日］
- 旦那が何を言っているかわからない件［☆ 2014年10月6日 - 12月29日］
- みりたり!［☆ 2015年1月12日 -  3月30日］
- 旦那が何を言っているかわからない件 2スレ目［☆ 2015年4月6日 - 6月29日］
- だんちがい［☆ 2015年7月13日 - 9月28日］
- 不思議なソメラちゃん［☆ 2015年10月12日 - 12月28日］
- おじさんとマシュマロ［☆ 2016年1月11日 - 3月28日］
- 旦那が何を言っているかわからない件（再放送）［☆ 2016年4月4日 - 6月27日］
- 腐男子高校生活［☆ 2016年7月11日 - 9月26日］
- バーナード嬢曰く。［☆ 2016年10月10日 - 12月26日］
- あいまいみー 〜Surgical Friends〜［☆ 2017年1月9日 - 3月27日］

### 火・水曜日

#### 8時00分 - 8時30分
- まんが世界昔ばなし［2011年4月5日 - ］

### 火曜日

#### 18時00分 - 18時30分
- ストラトス・フォー［2003年1月7日 - 4月1日］

#### 18時30分 - 19時00分
- スケアクロウマン［2008年10月7日 - 2009年3月31日］

#### 22時55分 - 23時00分
- ドアマイガーD［☆ 2015年4月7日 - 6月30日］

#### 23時30分 - 24時00分
- たまゆら 〜もあぐれっしぶ〜［2013年7月9日 - 9月24日］

#### 24時00分 - 24時30分
- アニメコンプレックスNIGHT（第2・3期）［2002年4月2日 - 6月25日/同年10月8日 - 12月24日］
  - りぜるまいん
  - 鋼鉄天使くるみpure
- OH!スーパーミルクチャン［2002年7月2日 - 9月24日］（WOWOWが放送後に再放送）
- 熱血電波倶楽部［2003年1月7日 - 6月30日］（テレビ東京で放送後に再放送。テレビ大阪では未放映である）
  - 陸上防衛隊まおちゃん（なお、2007年4月から月曜24時00分からの枠で再放送された）
  - 朝霧の巫女
- D.C. 〜ダ・カーポ〜［☆ 2003年7月7日 - 12月30日］
- BURN-UP SCRAMBLE［2004年1月13日 - 3月30日］
- 美鳥の日々［☆ 2004年4月6日 - 6月29日］
- DearS［2004年7月6日 - 9月29日］
- うた∽かた［2004年10月5日 - 12月21日］
- 好きなものは好きだからしょうがない!!［2005年1月11日 - 3月29日］
- エルフェンリート［2005年4月5日 - 6月28日］
- 奥さまは魔法少女［2005年7月5日 - 9月27日］
- Canvas2 〜虹色のスケッチ〜［☆ 2005年10月4日 - 2006年3月29日］
- 涼宮ハルヒの憂鬱［☆ 2006年4月4日 - 7月4日］
- ちょこッとSister［2006年7月10日 - 12月19日］
- SHUFFLE! MEMORIES［☆ 2007年1月9日 - 3月27日］
- らき☆すた［☆ 2007年4月10日 - 9月18日］
- レンタルマギカ［☆ 2007年10月9日 - 3月25日］
- 我が家のお稲荷さま。［☆ 2008年4月8日 - 9月16日］
- 喰霊-零-［☆ 2008年10月7日 - 12月23日］
- RIDEBACK -ライドバック-［☆ 2009年1月13日 - 3月31日］
- シャングリ・ラ［☆ 2009年4月7日 - 9月15日］
- そらのおとしもの［☆ 2009年10月6日 - 12月29日］
- おおかみかくし［2010年1月19日 - 4月6日］（TBS製作）
- 裏切りは僕の名前を知っている［☆ 2010年4月13日 - 9月21日］
- えむえむっ!［2010年10月5日 - 2010年12月21日］
- ストライクウィッチーズ2（再放送）［2011年1月4日 - 3月22日］
- 日常［☆ 2011年4月5日 - 9月27日］
- 未来日記［☆ 2011年10月11日 - 2012年4月17日］
- 氷菓［☆ 2012年4月24日 - 9月18日］
- 金色のコルダ Blue♪Sky（日本テレビ製作）［2014年4月15日 - 7月1日］
- ばらかもん（日本テレビ製作）［2014年7月15日 - 10月7日］
- 曇天に笑う（日本テレビ製作）［2014年10月14日 - 2015年1月6日］
- デス・パレード（日本テレビ製作）［2014年1月13日 - 3月31日］
- 美少女戦士セーラームーンCrystal［2015年4月7日 - 9月29日］
- コメット・ルシファー［☆ 2015年10月6日 - 12月22日］
- ゴッドイーター（再放送）［☆ 2016年1月5日 - 3月1日］
- ゴッドイーター メテオライト編［☆ 2016年3月8日 - 3月29日］
- 美少女戦士セーラームーンCrystal デス・バスターズ編［2016年4月5日 - 6月28日］
- チア男子!!［☆ 2016年7月5日 - 9月27日］
- 装神少女まとい［☆ 2016年10月4日 - 12月20日］
- ACCA13区監察課［☆ 2017年1月10日 - 3月28日］
- 東京喰種トーキョーグール［2017年4月11日 - 6月27日］
- アホガール / 徒然チルドレン［2017年7月4日 - 9月19日］
- 戦刻ナイトブラッド［2017年10月3日 - 12月26日］
- 学園ベビーシッターズ［2018年1月9日 - 3月27日］
- 東京喰種トーキョーグール:re［2018年4月3日 - 6月19日、10月9日 - 12月25日］
- 千銃士［2018年7月3日 - 9月25日］
- アニマエール!［2019年1月8日 - 3月26日］
- 同居人はひざ、時々、頭のうえ。［2019年4月2日 - 6月18日］[注 16]
- ひとりじめマイヒーロー［2019年7月2日 - 9月17日］

#### 24時30分 - 25時00分
- ゆゆ式［☆ 2013年4月9日 - 6月25日］
- BROTHERS CONFLICT［☆ 2013年7月2日 - 9月17日］
- 東京レイヴンズ［☆ 2013年10月8日 - 2014年3月25日］
- ブラック・ブレット［☆ 2014年4月8日 - 7月1日］[注 17]
- モモキュンソード［☆ 2014年7月8日 - 9月23日］
- 暁のヨナ［2014年10月7日 - 2015年3月24日］[注 18]
- 響け!ユーフォニアム［☆ 2015年4月7日 - 6月30日］[注 19]
- モンスター娘のいる日常［☆ 2015年7月7日 - 9月22日］
- 緋弾のアリアAA［☆ 2015年10月6日 - 12月22日］
- プリンス・オブ・ストライド オルタナティブ［☆ 2016年1月5日 - 3月22日］
- ハイスクール・フリート［☆ 2016年4月12日 - 6月28日］
- テイルズ オブ ゼスティリア ザ クロス［☆ 2016年7月5日 - 9月27日］
- ラブライブ!サンシャイン!!（再放送）［2016年10月4日 - 12月27日］
- ノーゲーム・ノーライフ（再放送）［2017年4月4日 - 6月20日］
- RWBY Volume 1-3: The Beginning［2017年7月11日 - 10月3日］
- Code:Realize 〜創世の姫君〜［2017年10月10日 - 12月26日］
- 新妹魔王の契約者（再放送）［2018年1月9日 - 3月27日］
- ハイスクールD×D HERO［☆ 2018年4月10日 - 7月3日］
- アンゴルモア 元寇合戦記［☆ 2018年7月10日 - 9月25日］
- アンゴルモア 元寇合戦記（再放送）［2018年10月2日 - 12月18日］
- SSSS.GRIDMAN［2019年1月8日 - 3月26日］[注 20]
- 夢王国と眠れる100人の王子様（再放送）［2019年4月2日 - 6月18日］
- キノの旅 -the Beautiful World- the Animated Series（再放送）［2019年7月2日 - 9月17日］
- ある魔女が死ぬまで［☆ 2025年4月1日 - 6月17日］
- まったく最近の探偵ときたら［☆ 2025年7月1日 - ］

#### 24時35分 - 25時05分
- ヨルムンガンド PERFECT ORDER［☆ 2012年10月9日 - 12月25日］
- AMNESIA［☆ 2013年1月8日 - 3月26日］

#### 24時40分 - 25時10分
- こみっくパーティー（第1期のみ放送）［☆ 2001年4月3日 - 6月26日］
- ラーゼフォン（フジテレビ制作だが、近畿圏では独立U局各局で放映された）［☆ 2002年1月29日 - 9月17日］
- THE ビッグオー 2nd Season［☆ 2002年10月1日 - 2003年4月1日］
- 円盤皇女ワるきゅーレ 十二月の夜想曲［2003年10月7日 - 12月23日］
- MEZZO -メゾ-［☆ 2004年1月6日 - 3月30日］
- プリンセスアワー［☆ 2004年10月5日 - 12月28日］
  - W〜ウィッシュ〜
  - Φなる・あぷろーち

#### 25時00分 - 25時30分
- ミギとダリ［2023年10月3日 - 12月26日］
- 嘆きの亡霊は引退したい［2024年10月1日 - 12月24日］
- カッコウの許嫁 Season2［☆ 2025年7月8日 - ］

#### 25時10分 - 25時40分
- BLACK LAGOON The Second Barrage［☆ 2006年10月4日 - 12月29日］
- ロミオ×ジュリエット（CBC製作）［☆ 2007年4月17日 - 9月25日］
- イタズラなKiss（CBC製作）［2008年4月15日 - 9月30日］

#### 25時30分 - 26時00分
- 百花繚乱 サムライブライド［2013年4月9日 - 6月25日］
- 犬とハサミは使いよう［2013年7月2日 - 9月17日］
- フリージング ヴァイブレーション［2013年10月8日 - 12月24日］
- あそびあそばせ［☆ 2018年7月10日 - 9月25日］
- CONCEPTION［2018年10月9日 - 12月25日］
- THE MARGINAL SERVICE［☆ 2023年4月11日 - 6月27日］

#### 25時35分 - 26時05分
- 琴浦さん（CBC製作）［2013年1月15日 - 4月2日］

#### 26時00分 - 26時05分
- お酒は夫婦になってから［2017年10月3日 - 12月26日］

#### 26時00分 - 26時30分
- ハイスクールD×D NEW［2013年7月9日 - 9月24日］

#### 26時05分 - 26時35分
- おくさまは女子高生［☆ 2005年7月5日 - 9月27日］
- 魔法少女リリカルなのはA's［2005年10月4日 - 12月27日］[注 21]
- 鍵姫物語 永久アリス輪舞曲［☆ 2006年1月3日 - 3月28日］
- 吉永さん家のガーゴイル［☆ 2006年4月4日 - 6月27日］
- つよきす Cool×Sweet［☆ 2006年7月4日 - 9月19日］
- Pumpkin Scissors［☆ 2006年10月4日 - 2007年3月20日］（2007年1 - 3月は26:05 - 26:35）
- シャイニング・ティアーズ・クロス・ウィンド［☆ 2007年4月10日 - 7月3日］
- ぽてまよ［☆ 2007年7月10日 - 9月25日］
- ef - a tale of memories.［☆ 2007年10月9日 - 12月25日］
- シゴフミ［☆ 2008年1月8日 - 3月25日］
- 仮面のメイドガイ［☆ 2008年4月8日 - 6月24日］
- セキレイ［☆ 2008年7月8日 - 9月23日］
- ef - a tale of melodies.［☆ 2008年10月7日 - 12月23日］
- 恋姫†無双［☆ 2009年1月6日 - 3月24日］[注 22]
- 狼と香辛料（再放送）［2009年4月7日 - 6月30日］
- 宙のまにまに［2009年7月7日 -9月22日］
- 11eyes［2009年10月6日 - 12月22日］
- いちばんうしろの大魔王［2010年4月6日 - 6月22日］
- 祝福のカンパネラ［2010年7月6日 - 9月21日］
- もっとTo LOVEる -とらぶる-［2010年10月5日 - 12月21日］[注 10]
- STEINS;GATE［2011年4月5日 - 9月13日］
- ましろ色シンフォニー -The color of lovers-［2011年10月4日 - 12月20日］
- ゼロの使い魔F［2012年1月10日 - 3月27日］
- 閃乱カグラ［2013年1月8日 - 3月26日］

#### 26時30分 - 26時35分
- あいまいみー -妄想カタストロフ-［☆ 2014年7月8日 - 9月30日］
- 薄桜鬼 〜御伽草子〜［2016年4月5日 - 6月28日］

#### 26時30分 - 26時40分
- おくさまが生徒会長!［☆ 2015年7月7日 - 9月22日］
- おくさまが生徒会長!+!［☆ 2016年10月11日 - 12月27日］

### 水・木曜日

#### 18時30分 - 19時00分
- 太陽の使者 鉄人28号［2009年10月1日 - ?］

### 水曜日

#### 8時00分 - 8時30分
- イソップワールド［2010年6月30日 - ?］

#### 18時00分 - 18時30分
- 日常（再放送）［2011年10月5日 - 12月28日］

#### 23時30分 - 24時00分
- 誰ソ彼ホテル［2025年1月8日 - ］

#### 23時40分 - 23時45分
- 洲崎西 THE ANIMATION［2015年7月8日 - 9月23日］

#### 23時45分 - 24時00分
- キャラディのジョークな毎日［☆ 2009年4月 - 2010年3月24日］[注 23]

#### 24時00分 - 24時18分
- てーきゅう(第8期) / 奇異太郎少年の妖怪絵日記 / 魔法少女なんてもういいですから。セカンドシーズン / あにトレ!XX 〜ひとつ屋根の下で〜 ［2016年10月5日 - 12月21日］
- ピアシェ〜私のイタリアン〜 / アニソンフィットネス A-fit / One Room / ちるらん にぶんの壱［2017年1月11日 - 3月29日］

#### 24時00分 - 24時30分
- ニンジャスレイヤー フロムアニメイシヨン［2016年4月6日 - 6月29日］
- ツキウタ。 THE ANIMATION［☆ 2016年7月6日 - 9月28日］
- 喧嘩番長 乙女 -Girl Beats Boys- / Room Mate / まけるな!!あくのぐんだん! / ラブ米 -WE LOVE RICE-［2017年4月12日 - 6月28日］
- クリオネの灯り / てーきゅう(第9期) / ノラと皇女と野良猫ハート / SHADOW OF LAFFANDOR ラファンドール国物語［2017年7月12日 - 9月27日］
- ツキウタ。 THE ANIMATION（再放送）［2017年10月4日 - 12月27日］
- TSUKIPRO THE ANIMATION（再放送）［2018年1月3日 - 3月28日］
- ソラとウミのアイダ［2018年10月3日 - 12月19日］
- ケムリクサ［2019年1月9日 - 3月27日］
- このはな綺譚［2019年4月3日 - 6月19日］[注 24]
- ダンベル何キロ持てる?［☆ 2019年7月3日 - 9月18日］
- number24［☆ 2020年1月8日 - 3月25日、4月13日、4月20日］
- SHOW BY ROCK!! ましゅまいれっしゅ!!（再放送）［☆ 2020年4月8日 - 6月24日］
- 恋とプロデューサー〜EVOL×LOVE〜［2020年7月15日 - 9月30日］
- ツキウタ。 THE ANIMATION2［☆ 2020年10月7日 - 2021年1月6日］
- 幼なじみが絶対に負けないラブコメ［☆ 2021年4月14日 - 6月30日］
- TSUKIPRO THE ANIMATION2［☆ 2021年7月7日 - 9月29日］
- プラオレ!〜PRIDE OF ORANGE〜［2021年10月6日 - 12月22日］
- リアデイルの大地にて［☆ 2022年1月5日 - 3月23日］
- RPG不動産［☆ 2022年4月6日 - 6月22日］
- 金装のヴェルメイユ〜崖っぷち魔術師は最強の厄災と魔法世界を突き進む〜［2022年7月6日 - 9月21日］
- VAZZROCK THE ANIMATION［☆ 2022年10月5日 - 12月28日］
- 人間不信の冒険者たちが世界を救うようです［☆ 2023年1月11日 - 3月29日］
- リアデイルの大地にて（再放送）［2023年4月5日 - 6月21日］
- 文豪ストレイドッグス 第5シーズン［☆ 2023年7月12日 - 9月20日］
- 【推しの子】(第2期)［☆ 2024年7月3日 - 9月25日、10月6日］
- ハズレ枠の【状態異常スキル】で最強になった俺がすべてを蹂躙するまで（TBS製作参加）［2024年10月9日 - 12月25日］
- 花は咲く、修羅の如く［☆ 2025年1月8日 - 3月26日］
- 華Doll*-Reinterpretation of Flowering-［☆ 2025年4月9日 - 6月25日］
- クレバテス-魔獣の王と赤子と屍の勇者-［☆ 2025年7月2日 - ］

#### 24時30分 - 25時00分
- 断裁分離のクライムエッジ［☆ 2013年4月3日 - 6月26日］
- 超次元ゲイム ネプテューヌ［☆ 2013年7月17日 - 10月2日］
- IS <インフィニット・ストラトス>2（TBS製作）［☆ 2013年10月9日 - 12月25日］
- 中二病でも恋がしたい!戀［☆ 2014年1月8日 - 3月26日］[注 10]
- ノーゲーム・ノーライフ［☆ 2014年4月9日 - 6月25日］
- まじもじるるも［☆ 2014年7月9日 - 9月24日］
- ウィッチクラフトワークス［2014年10月8日 - 12月24日］[注 25]
- きんいろモザイク（再放送）［2015年1月7日 - 3月25日］
- ミカグラ学園組曲［☆ 2015年4月8日 - 6月24日］
- オーバーロード［☆ 2015年7月8日 - 9月30日］
- ガールズ&パンツァー［2015年10月7日 - 12月23日］[注 26]
- ふらいんぐうぃっち（日本テレビ製作）［2016年4月13日 - 6月29日］
- SERVAMP-サーヴァンプ-［2016年7月6日 - 9月21日］
- うどんの国の金色毛鞠（日本テレビ製作）［2016年10月19日 - 2017年1月4日］
- テイルズ オブ ゼスティリア ザ クロス［☆ 2017年1月11日 - 3月29日、4月29日］
- BanG Dream!（再放送）［2017年7月5日 - 9月27日］
- TSUKIPRO THE ANIMATION［☆ 2017年10月4日 - 12月27日］
- ダメプリ ANIME CARAVAN［☆ 2018年1月10日 - 3月28日］
- TSUKIPRO THE ANIMATION（再放送）［☆ 2020年7月1日 - 9月23日］
- 池袋ウエストゲートパーク［☆ 2020年10月7日 - 12月23日］
- 真の仲間じゃないと勇者のパーティーを追い出されたので、辺境でスローライフすることにしました［☆ 2021年10月6日 - 12月29日］
- トライブナイン［2022年1月12日 - 3月30日］
- 史上最強の大魔王、村人Aに転生する［☆ 2022年4月6日 - 6月22日］
- 異世界おじさん［☆ 2022年7月6日 - 9月28日］
- 陰の実力者になりたくて!［☆ 2022年10月5日 - 2023年2月15日］
- 夫婦以上、恋人未満。（再放送）［2023年4月5日 - 6月21日］
- わたしの幸せな結婚［☆ 2023年7月5日 - 9月20日］
- 陰の実力者になりたくて! 2nd season［☆ 2023年10月4日 - 12月20日］
- ようこそ実力至上主義の教室へ 3rd Season［☆ 2024年1月3日 - 3月27日］
- オーバーロード（再放送）［☆ 2024年4月3日 - 6月26日］
- 時々ボソッとロシア語でデレる隣のアーリャさん［☆ 2024年7月3日 - 9月18日］
- 弱キャラ友崎くん 2nd STAGE［2024年10月9日 - 2025年1月1日］
- 異修羅(第2期)［☆ 2025年1月8日 - 3月26日］
- 履いてください、鷹峰さん［☆ 2025年4月2日 - 6月18日］
- 盾の勇者の成り上がり Season4［☆ 2025年7月9日 - ］

#### 24時35分 - 25時05分
- たまゆら 〜hitotose〜［2011年10月5日 - 12月21日］
- あの夏で待ってる［☆ 2012年1月11日 - 3月28日］
- ヨルムンガンド［☆ 2012年4月11日 - 6月27日］
- DOG DAYS'[注 27]［☆ 2012年7月11日 - 10月3日[注 28]］
- 中二病でも恋がしたい！［☆ 2012年10月3日 - 12月19日］[注 10]
- たまこまーけっと［☆ 2013年1月9日 - 3月27日］[注 10]

#### 25時00分 - 25時05分
- かぎなど［☆ 2022年4月13日 - 6月29日］
- かぎなど（再放送）［2022年7月6日 - 12月21日］

#### 25時00分 - 25時30分
- 文豪ストレイドッグス 第4シーズン［☆ 2023年1月4日 - 3月29日］
- 【推しの子】［☆ 2023年4月12日 - 6月28日］
- HIGH CARD（再放送）［2023年10月4日 - 12月20日］
- 異修羅［☆ 2024年1月3日 - 3月20日］
- この素晴らしい世界に祝福を!3［☆ 2024年4月10日 - 6月19日］
- 恋は双子で割り切れない［☆ 2024年7月10日 - 9月25日］
- Re:ゼロから始める異世界生活 3rd seaon［☆ 2024年10月2日 - 2025年3月26日］
- New PANTY & STOCKING with GARTERBELT［☆ 2025年7月9日 - ］

#### 25時05分 - 25時35分
- 盾の勇者の成り上がり Season2［☆ 2022年4月6日 - 6月29日］
- メイドインアビス 烈日の黄金郷［☆ 2022年7月6日 - 9月28日］
- 恋愛フロップス［☆ 2022年10月12日 - 12月28日］

#### 25時30分 - 26時00分
- 棺姫のチャイカ［2014年4月9日 - 6月25日］
- LOVE STAGE!!［2014年7月9日 - 9月10日］
- 棺姫のチャイカ AVENGING BATTLE［2014年10月8日 - 12月10日］
- 艦隊これくしょん -艦これ-［☆ 2015年1月7日 - 3月25日］
- トリアージX［2015年4月8日 - 6月10日］
- 空戦魔導士候補生の教官［2015年7月8日 - 9月23日］
- 櫻子さんの足下には死体が埋まっている［☆ 2015年10月7日 - 12月23日］
- この素晴らしい世界に祝福を!［2016年1月13日 - 3月16日］
- 文豪ストレイドッグス［2016年4月6日 - 6月22日、10月5日 - 12月21日］
- Fate/kaleid liner プリズマ☆イリヤ ドライ!!［2016年7月6日 - 9月21日］
- この素晴らしい世界に祝福を!2［2017年1月11日 - 3月15日］
- 終末なにしてますか? 忙しいですか? 救ってもらっていいですか?［☆ 2017年4月12日 - 6月28日］
- ようこそ実力至上主義の教室へ［☆ 2017年7月12日 - 9月27日］
- 僕の彼女がマジメ過ぎるしょびっちな件［☆ 2017年10月11日 - 12月13日］
- 文豪ストレイドッグス（再放送）［2018年1月10日 - 3月21日］
- Butlers〜千年百年物語〜［☆ 2018年4月11日 - 6月27日］
- 博多豚骨ラーメンズ［2018年7月4日 - 9月19日］
- RErideD-刻越えのデリダ-［☆ 2018年10月3日 - 12月19日］
- 盾の勇者の成り上がり［☆ 2019年1月9日 - 6月26日］
- 彼方のアストラ［☆ 2019年7月3日 - 9月18日］
- 旗揚!けものみち［☆ 2019年10月2日 - 12月18日］
- プランダラ［☆ 2020年1月8日 - 6月24日］
- デカダンス［☆ 2020年7月8日 - 9月23日］
- ストライクウィッチーズ ROAD to BERLIN［☆ 2020年10月7日 - 12月23日］
- 回復術士のやり直し［☆ 2021年1月13日 - 3月31日］
- 女神寮の寮母くん。［☆ 2021年7月14日 - 9月15日］
- 世界最高の暗殺者、異世界貴族に転生する［☆ 2021年10月6日 - 12月22日］
- ハコヅメ〜交番女子の逆襲〜［☆ 2022年1月5日 - 3月30日］
- 暴食のベルセルク［2023年10月4日 - 12月20日］
- 魔法少女にあこがれて［☆ 2024年1月3日 - 3月27日］
- デート・ア・ライブV［☆ 2024年4月10日 - 6月26日］

#### 25時35分 - 26時05分
- 不徳のギルド［☆ 2022年10月5日 - 12月21日］

#### 26時00分 - 26時05分
- かぎなど［☆ 2021年10月13日 - 12月29日］

#### 26時00分 - 26時30分
- RDG レッドデータガール［2013年4月3日 - 6月19日］
- ブラッドラッド［2013年7月10日 - 9月11日］
- 俺の脳内選択肢が、学園ラブコメを全力で邪魔している［2013年10月9日 - 12月11日］
- マケン姫っ!通［2014年1月15日 - 3月19日］
- 風雲維新ダイ☆ショーグン［☆ 2014年4月9日 - 6月25日］
- Fate/kaleid liner プリズマ☆イリヤ ツヴァイ!［2014年7月9日 - 9月10日］
- 新妹魔王の契約者［2015年1月7日 - 3月25日］
- 純情ロマンチカ3［2015年7月8日 - 9月23日］
- 対魔導学園35試験小隊［2015年10月7日 - 12月23日］
- ハルチカ〜ハルタとチカは青春する〜［2016年1月6日 - 3月23日］
- SUPER LOVERS［2016年4月6日 - 6月8日］
- 魔装学園H×H［☆ 2016年7月6日 - 9月21日］
- ブレイブウィッチーズ［☆ 2016年10月12日 - 12月28日、2017年1月5日］
- CHAOS;CHILD［☆ 2017年1月11日 - 3月29日］
- 武装少女マキャヴェリズム［☆ 2017年4月12日 - 6月28日］
- はじめてのギャル［☆ 2017年7月12日 - 9月13日］
- シュタインズ・ゲート ゼロ［☆ 2018年4月11日 - 9月26日］
- 俺が好きなのは妹だけど妹じゃない［☆ 2018年10月10日 - 12月19日］
- 私に天使が舞い降りた!［☆ 2019年1月9日 - 3月27日］
- 世話やきキツネの仙狐さん［☆ 2019年4月10日 - 6月26日］
- 異世界チート魔術師［☆ 2019年7月10日 - 9月25日］
- 慎重勇者〜この勇者が俺TUEEEくせに慎重すぎる〜［☆ 2019年10月2日 - 12月25日、2020年1月8日］
- 異種族レビュアーズ［☆ 2020年1月15日 - 2月12日］[注 29]
- 幼女戦記（再放送）［☆ 2022年1月5日 - 3月23日］

#### 26時00分 - 26時15分
- ワールドフールニュース PARTII［☆ 2017年10月11日 - 12月27日］

#### 26時05分 - 26時10分
- ヤマノススメ［2013年1月2日 - 3月20日］

#### 26時05分 - 26時35分
- こいこい7［☆ 2005年4月6日 - 6月29日］
- 機動新撰組 萌えよ剣 TV［☆ 2005年7月6日 - 9月28日］
- はっぴぃセブン〜ざ・テレビまんが〜［☆ 2005年10月5日 - 12月28日］
- Fate/stay night［☆ 2006年1月11日 - 6月23日］[注 10]
- ゼロの使い魔［☆ 2006年7月4日 - 9月27日］
- 夜明け前より瑠璃色な Crescent Love［☆ 2006年10月11日 - 12月27日］[注 10]
- 恋する天使アンジェリーク 〜かがやきの明日〜［☆ 2007年1月10日 - 3月28日］
- 一騎当千〜DragonDestiny〜［☆ 2007年4月4日 - 6月20日］
- ゼロの使い魔〜双月の騎士〜［☆ 2007年7月4日 - 9月26日］
- PRISM ARK［2007年10月10日 - 12月26日］
- AYAKASHI［2008年1月9日 - 3月26日］
- フタコイ オルタナティブ［2008年4月9日 - 7月2日］[注 30]
- ゼロの使い魔 〜三美姫の輪舞〜［2008年7月9日 - 9月24日］
- まかでみ・WAっしょい!［2008年10月8日 - 12月24日］
- まりあ†ほりっく［2009年1月7日 - 3月25日］
- タユタマ -Kiss on my Deity-［2009年4月8日 - 6月24日］
- プリンセスラバー!［2009年7月8日 -9月23日］
- 聖剣の刀鍛冶［2009年10月7日 - 12月23日］
- ダンス イン ザ ヴァンパイアバンド［2010年1月13日 - 4月7日］
- 一騎当千 XTREME XECUTOR［2010年4月14日 - 6月30日］
- オオカミさんと七人の仲間たち［2010年7月7日 - 9月22日］
- 百花繚乱 サムライガールズ［2010年10月6日 - 12月22日］
- フリージング［2011年1月12日 - 4月13日］[注 31]
- 俺たちに翼はない［2011年4月6日 - 6月22日］
- 異国迷路のクロワーゼ The Animation［2011年7月6日 - 9月21日］
- よりぬきゼロの使い魔［2011年10月5日 - 12月28日］
- ハイスクールD×D［2012年1月11日 - 3月28日］
- クイーンズブレイド リベリオン［2012年4月11日 - 6月27日］
- うぽって!!［2012年7月4日 - 9月5日］
- えびてん 公立海老栖川高校天悶部［2012年10月3日 - 12月5日］

#### 26時10分 - 26時15分
- まんがーる!［2013年1月2日 - 3月27日］

### 木曜日

#### 7時00分 - 7時30分
- はぴはぴクローバー［2006年7月19日 - 10月11日］

#### 17時55分 - 18時00分
- チビナックス［2007年1月4日 - ?］

#### 18時30分 - 19時00分
- 天才バカボン［2008年10月2日 - 2009年3月26日］

#### 22時55分 - 23時00分
- ほら、耳がみえてるよ!［2018年10月4日 - 12月20日］
- 雨色ココア sideG［2019年1月10日 - 3月28日］

#### 23時30分 - 23時40分
- 雨色ココア Rainy colorへようこそ!［2015年10月8日 - 12月24日、12月29日］

#### 24時00分 - 24時30分
- コードギアス 反逆のルルーシュ［2017年4月6日 - 9月21日］[注 32]
- コードギアス 反逆のルルーシュR2［2017年10月5日 - 2018年3月22日］[注 7]
- 多田くんは恋をしない［☆ 2018年4月5日 - 6月28日］
- 夢王国と眠れる100人の王子様［2018年7月5日 - 9月20日］
- ゾンビランドサガ［2018年10月4日 - 12月20日］
- BanG Dream! 2nd Season［☆ 2019年1月3日 - 3月28日］
- BanG Dream! 3rd Season［☆ 2020年1月23日 - 4月23日］
- BanG Dream! 3rd Season（再放送）［2020年7月2日 - 9月24日］
- アクダマドライブ［☆ 2020年10月8日 - 12月24日］
- Dr.STONE STONE WARS［☆ 2021年1月14日 - 3月25日］
- ゴジラ S.P ＜シンギュラポイント＞［☆ 2021年4月1日 - 6月24日］
- SCARLET NEXUS［2021年7月1日 - 12月23日］
- 殺し愛［☆ 2022年1月13日 - 3月31日］
- であいもん［☆ 2022年4月7日 - 6月23日］
- 幼なじみが絶対に負けないラブコメ（再放送）［2022年7月7日 - 9月22日］
- アキバ冥途戦争［☆ 2022年10月6日 - 12月22日］
- スパイ教室［☆ 2023年1月5日 - 3月30日］
- Dr.STONE NEW WORLD［☆ 2023年4月6日 - 6月15日］
- ゆるキャン△ SEASON3［☆ 2024年4月4日 - 6月20日］
- 一瞬で治療していたのに役立たずと追放された天才治癒師、闇ヒーラーとして楽しく生きる［☆ 2025年4月3日 - 6月19日］

#### 24時30分 - 25時00分
- 銀河機攻隊 マジェスティックプリンス［☆ 2013年4月4日 - 9月19日］
- 凪のあすから［☆ 2013年10月3日 - 2014年4月3日］
- ご注文はうさぎですか?［☆ 2014年4月10日 - 6月26日］
- グラスリップ［☆ 2014年7月3日 - 9月25日］
- アオハライド［☆ 2015年4月9日 - 6月25日］[注 33]
- がっこうぐらし!［2015年7月9日 - 9月24日］
- 俺がお嬢様学校に「庶民サンプル」としてゲッツされた件［☆ 2015年10月8日 - 12月24日］
- アクティヴレイド -機動強襲室第八係-［☆ 2016年1月7日 - 3月24日］
- クロムクロ［☆ 2016年4月7日 - 9月29日］
- フリップフラッパーズ［2016年10月6日 - 12月29日］
- MARGINAL＃4 KISSから創造るBig Bang［☆ 2017年1月12日 - 3月30日］
- ゲーマーズ!［2017年7月13日 - 9月28日］
- ナースウィッチ小麦ちゃんR（日本テレビ製作）［2017年10月5日 - 12月21日］
- ゆるキャン△［☆ 2018年1月4日 - 3月22日］
- ゾンビランドサガ（再放送）［2019年4月4日 - 6月20日］
- ようこそ実力至上主義の教室へ（再放送）［2019年7月4日 - 9月19日］
- アサシンズプライド［2019年10月10日 - 12月26日］
- ＜Infinite Dendrogram＞-インフィニット・デンドログラム-［2020年1月9日 - 4月2日、4月16日］
- かくしごと［2020年4月2日 - 6月18日］
- ACTORS -Songs Connection-［2020年7月2日 - 9月17日］
- ひぐらしのなく頃に業［2020年10月1日 - 12月24日］
- ゆるキャン△ SEASON2［☆ 2021年1月7日 - 4月1日］
- ゾンビランドサガ リベンジ［2021年4月8日 - 6月24日］
- ひぐらしのなく頃に卒［2021年7月1日 - 9月30日］
- 宇宙よりも遠い場所（再放送）［☆ 2021年10月7日 - 12月30日］
- 理系が恋に落ちたので証明してみた。［2022年1月6日 - 3月24日］[注 34]
- 骸骨騎士様、只今異世界へお出掛け中［2022年4月7日 - 6月23日］
- 天才王子の赤字国家再生術［2022年7月7日 - 9月22日］
- ヒューマンバグ大学 -不死学部不幸学科-［2022年10月6日 - 12月22日］
- 魔法使いの嫁 SEASON2［☆ 2023年4月6日 - 6月22日、10月5日 - 12月21日］
- BanG Dream! It's MyGO!!!!!［2023年6月29日 - 9月14日］
- ダンジョン飯［☆ 2024年1月4日 - 6月13日］
- ネガポジアングラー［☆ 2024年10月3日 - 12月19日］

#### 24時35分 - 25時05分
サンテレビ史上初の深夜アニメ枠である。
- LEGEND OF BASARA［☆ 1998年4月2日 - 6月25日］
- 同級生2［☆ 1998年7月2日 - 8月27日］
- 下級生 あなただけを見つめて…［☆ 1998年9月3日 - 9月24日］
- To Heart[注 35]［☆ 1999年4月1日 - 6月24日］
- 下級生［☆ 1999年7月1日 - 9月23日］
- 闇の末裔（WOWOWが放送後に再放送）［2001年4月12日 - 7月5日］
- フルメタル・パニック!（WOWOWアニメの再放送）［☆ 2008年1月10日 - 6月19日］
- フルメタル・パニック!The Second Raid（同上）［☆ 2008年6月26日 - 9月18日］
- フルメタル・パニック?ふもっふ（フジテレビ製作）［☆ 2008年9月25日 - 12月11日］
- 空を見上げる少女の瞳に映る世界［☆ 2009年1月15日 - 3月12日］
- 涼宮ハルヒの憂鬱［☆ 2009年4月2日 - 10月8日］（あらためて放送[注 36]）
- キディ・ガーランド［☆ 2009年10月15日 - 2010年4月1日］[注 37]
- いつか天魔の黒ウサギ［☆ 2011年7月14日 - 9月29日］
- マケン姫っ!［2011年10月6日 - 12月22日］
- これはゾンビですか? オブ・ザ・デッド［2012年4月5日 - 6月7日］
- アルカナ・ファミリア -La storia della Arcana Famiglia-［2012年7月5日 - 9月20日］
- お兄ちゃんだけど愛さえあれば関係ないよねっ［2012年10月11日 - 12月27日］
- 生徒会の一存 Lv.2［2013年1月10日 - 3月14日］

#### 25時00分 - 25時30分
- SHOW BY ROCK!! ましゅまいれっしゅ!!［2020年1月9日 - 3月26日］
- Re:ゼロから始める異世界生活 2nd season［☆ 2020年7月9日 - 10月1日、2021年1月7日 - 3月25日］
- くまクマ熊ベアー［☆ 2020年10月8日 - 12月24日］
- 究極進化したフルダイブRPGが現実よりもクソゲーだったら［☆ 2021年4月8日 - 6月24日］
- Sonny Boy［☆ 2021年7月15日 - 9月30日］
- 異世界でチート能力を手にした俺は、現実世界をも無双する〜レベルアップは人生を変えた〜［☆ 2023年4月6日 - 6月29日］
- スパイ教室［☆ 2023年7月13日 - 9月28日］
- Dr.STONE NEW WORLD［☆ 2023年10月12日 - 12月21日］
- Dr.STONE SCIENCE FUTURE［☆ 2025年1月9日 - 3月27日、7月10日 - ］

#### 25時30分 - 26時30分
- Re:ゼロから始める異世界生活［☆ 2020年1月2日 - 4月2日］

#### 25時30分 - 26時00分
- いなり、こんこん、恋いろは。［☆ 2014年1月16日 - 3月20日］
- エスカ&ロジーのアトリエ 〜黄昏の空の錬金術士〜［☆ 2014年4月10日 - 6月26日］
- 幕末Rock［2014年7月3日 - 9月18日］
- ケイオスドラゴン 赤竜戦役［☆ 2015年7月2日 - 9月17日］
- Dance with Devils［2015年10月8日 - 12月24日］
- NORN9 ノルン+ノネット［2016年1月7日 - 3月31日］
- あんハピ♪［☆ 2016年4月7日 - 6月23日］
- レガリア The Three Sacred Stars［2016年7月7日 - 7月28日、9月1日 - 11月24日］
- TARI TARI（再放送）［2016年8月4日 - 8月25日］
- 花咲くいろは セレクション［2016年12月1日 - 12月8日］
- 政宗くんのリベンジ［☆ 2017年1月5日 - 3月23日］
- 叛逆性ミリオンアーサー 第2シーズン［2019年4月4日 - 6月27日］
- アズールレーン［☆ 2019年10月3日 - 12月12日］
- アサルトリリィ BOUQUET（TBS製作）［☆ 2020年10月1日 - 12月24日］
- ひぐらしのなく頃に業［2021年1月7日 - 3月18日］
- スーパーカブ［☆ 2021年4月8日 - 6月24日］
- 文豪ストレイドッグス（再放送）［2021年7月8日 - 9月23日］
- 「艦これ」いつかあの海で［☆ 2022年11月3日 - 12月22日、2023年1月19日、2月16日、3月30日］
- 勇者パーティーを追放された白魔導師、Sランク冒険者に拾われる［2025年7月10日 - ］

#### 26時00分 - 26時30分
- はたらく魔王さま!［☆ 2013年4月4日 - 6月27日］
- 健全ロボ ダイミダラー［2014年4月10日 - 6月26日］
- アクエリオンロゴス［☆ 2015年7月2日 - 12月24日］
- ネトゲの嫁は女の子じゃないと思った?［2016年4月7日 - 6月23日］
- 異世界魔王と召喚少女の奴隷魔術［2018年7月5日 - 9月20日］
- 叛逆性ミリオンアーサー［2018年10月25日 - 12月27日］
- ガーリー・エアフォース［2019年1月10日 - 3月28日］
- 五等分の花嫁∬（TBS製作）［2021年1月7日 - 3月25日］
- トリリオンゲーム（TBS製作）［☆ 2024年10月3日 - 2025年3月27日］

#### 26時05分 - 26時35分
- IZUMO -猛き剣の閃記-［☆ 2005年4月7日 - 6月23日］
- ぺとぺとさん［2005年7月14日 - 10月6日］
- ノエイン もうひとりの君へ［2005年10月13日 - 2006年3月30日］
- 錬金3級 まじかる?ぽか〜ん［2006年4月6日 - 6月22日］
- BLACK LAGOON［☆ 2006年7月6日 - 9月21日］[注 38]
- くじびきアンバランス［☆ 2006年10月12日 - 12月28日］
- ProjectBLUE 地球SOS［2007年1月11日 - 3月29日］
- ひとひら［2007年4月5日 - 6月21日］
- ドージンワーク［2007年7月5日 - 9月20日］
- げんしけん2［2007年10月11日 - 12月27日］
- 狼と香辛料［☆ 2008年1月10日 - 3月27日］
- クリスタル ブレイズ［☆ 2008年4月10日 - 6月26日］
- 一騎当千Great Guardians［2008年7月10日 - 9月25日］
- 伯爵と妖精［☆ 2008年10月9日 - 12月25日］
- マリア様がみてる 4thシーズン［☆ 2009年1月8日 - 4月2日］
- クイーンズブレイド 流浪の戦士［2009年4月9日 - 6月25日］
- 狼と香辛料ll［☆ 2009年7月9日 -9月24日］
- クイーンズブレイド 玉座を継ぐ者［2009年10月8日 - 12月24日］
- 迷い猫オーバーラン!［2010年4月8日 - 6月24日］
- セキレイ 〜Pure Engagement〜［☆ 2010年7月8日 - 9月30日］
- それでも町は廻っている［2010年10月14日 - 12月30日］（TBS製作）
- Starry☆Sky［2011年2月3日 - 7月28日] （15分アニメ）※4月からは26:35 - 26:50に繰り下げ。
- 星空へ架かる橋［2011年4月14日 - 6月30日］
- 猫神やおよろず［2011年7月14日 - 9月29日］
- Another［☆ 2012年1月12日 - 3月29日］

#### 26時30分 - 26時35分
- pupa［2014年1月9日 - 3月27日］
- 温泉幼精ハコネちゃん［☆ 2015年10月8日 - 12月31日］

### 金曜日

#### 7時00分 - 7時15分
- シルバニアファミリー ミニストーリー［2021年10月8日 - 12月31日］

#### 7時00分 - 7時30分
この枠では旧作が実質再放送されている。
- まもって!ロリポップ［☆ 2006年7月7日 - 9月29日］
- ちびアニ劇場［2007年10月12日 - 2010年4月2日］
- 怪盗ジョーカー［2015年4月10日 - 7月3日］
- 怪盗ジョーカー シーズン2［2015年7月10日 - 10月2日］
- トムとジェリー ショー［2018年4月6日 - 9月28日］
- トムとジェリー テイルズ［2018年10月5日 - 2019年3月29日］
- スーパーブック シーズン2［2019年4月5日 - 6月28日］
- プレイボール［2019年7月5日 - 9月27日］
- プレイボール2nd［2019年10月4日 - 12月27日］
- 未来少年コナン［2020年1月10日 - 7月3日］
- 名探偵ホームズ［2020年7月10日 - 2021年1月8日］
- エースをねらえ!［2021年1月15日 - 7月9日］
- ガンバの冒険［2022年1月7日 - 7月1日］
- 宝島［2022年7月8日 - 12月30日］
- キャッツ・アイ［2023年4月7日 - ］

#### 7時15分 - 7時30分
- リトルプリンセス［2021年10月8日 - 12月31日］

#### 7時30分 - 8時00分
- あらいぐまラスカル［1999年?月 - 9月24日］
- アベノ橋魔法☆商店街（再放送もされた）［☆ 2002年4月5日 - 6月28日］[注 39]
- 魔法遊戯 飛び出す!!ハナマル大冒険（再放送もされた）［※/☆ 2002年7月5日 - 8月9日］[注 40]
- プリンセスチュチュ 卵の章 （再放送もされた）［☆ 2002年8月16日 - 11月8日］
- 動画大陸（第1期のみ）［☆ 2002年11月15日 - 2003年5月30日］
  - プリンセスチュチュ 雛の章
  - 奇鋼仙女ロウラン
- 時空冒険記ゼントリックス［2005年1月7日 - 7月1日］

#### 8時00分 - 8時15分
- ぴっちぴち♪しずくちゃん［2012年10月5日 - 2013年9月27日］

#### 17時30分 - 18時00分
- 新白雪姫伝説プリーティア［2001年10月5日 - 12月28日］
- あぃまぃみぃ!ストロベリー・エッグ［2002年1月4日 - 3月29日］

#### 19時55分 - 20時00分
- 戦国鳥獣戯画［2016年10月14日 - 2017年4月7日、4月13日］

#### 22時30分 - 23時00分
- 機動戦士Ζガンダム［2020年10月2日 - 2021年1月15日］

#### 23時30分 - 24時00分
- レーカン!（TBS製作）［2015年4月3日 - 6月26日］
- 城下町のダンデライオン（TBS製作）［2015年7月3日 - 9月25日］
- ヤング ブラック・ジャック（TBS製作）［2015年10月2日 - 12月18日］
- だがしかし（TBS製作）［2016年1月8日 - 4月1日］
- 少年メイド（TBS製作）［2016年4月8日 - 7月1日］
- この美術部には問題がある!（TBS製作）［2016年7月8日 - 9月23日］
- 私がモテてどうすんだ（TBS製作）［2016年10月7日 - 12月23日］
- うらら迷路帖（TBS製作）［2017年1月6日 - 3月24日］
- 最遊記RELOAD BLAST［2017年7月7日 - 9月22日］
- ドリフェス!R［2017年10月6日 - 12月22日］
- だがしかし2 / たくのみ。（TBS製作）［2018年1月12日 - 3月30日］
- フルメタル・パニック! Invisible Victory［2018年4月13日 -6月29日、7月21日］
- 殺戮の天使［☆ 2018年7月6日 - 9月21日］
- 火ノ丸相撲［2018年10月5日 - 2019年3月29日］
- ラーメン大好き小泉さん［2019年4月5日 - 6月21日］[注 5]
- Dr.STONE［☆ 2019年7月5日 - 12月13日］
- アズールレーン（再放送）［☆ 2020年1月3日 - 3月20日］
- D4DJ First Mix［☆ 2020年10月30日 - 2021年1月29日］

#### 24時00分 - 24時30分
- アイドルマスター シンデレラガールズ［☆ 2015年1月9日 - 4月10日、7月17日 - 10月16日］[注 41]
- THE IDOLM@STER［☆ 2015年4月17日 - 7月10日、10月23日 - 12月25日、12月28日、12月29日］[注 42]
- ディバインゲート［☆ 2016年1月8日 -  3月25日］
- ラクエンロジック（再放送）［2016年4月8日 - 6月24日］
- 帰宅部活動記録（日本テレビ製作）［☆ 2016年7月1日 - 9月16日］
- ガーリッシュナンバー（TBS製作）［2016年10月7日 - 12月23日］
- セイレン（TBS製作）［2017年1月6日 - 3月24日］
- ツインエンジェルBREAK［☆ 2017年4月7日 - 6月23日］
- バチカン奇跡調査官［☆ 2017年7月14日 - 9月29日］
- 少女終末旅行［☆ 2017年10月6日 - 12月22日］
- 覇穹 封神演義［☆ 2018年1月12日 - 6月29日］
- ちおちゃんの通学路［☆ 2018年7月6日 - 9月21日］
- K［2018年10月5日 - 12月28日］[注 43]
- 五等分の花嫁（TBS製作）［2019年1月11日 - 3月29日］
- 文豪ストレイドッグス 第3シーズン［☆ 2019年4月12日 - 6月28日］
- 女子高生の無駄づかい［☆ 2019年7月5日 - 9月20日］
- ノー・ガンズ・ライフ（TBS製作）［☆ 2019年10月11日 - 12月27日、2020年4月10日 - 9月25日］
- 恋する小惑星［☆ 2020年1月3日 - 3月27日］
- 魔女の旅々［☆ 2020年10月2日 - 12月18日］
- 蜘蛛ですが、なにか?［☆ 2021年1月8日 - 6月25日、7月9日］
- ノーゲーム・ノーライフ（再放送）［☆ 2021年7月9日 - 9月24日］
- SELECTION PROJECT［☆ 2021年10月1日 - 12月24日］
- スローループ［☆ 2022年1月7日 - 3月25日］
- シュガーアップル・フェアリーテイル［☆ 2023年1月6日 - 3月24日、7月7日 - 9月22日］
- この素晴らしい世界に爆焔を!［☆ 2023年4月7日 - 6月23日］
- 盾の勇者の成り上がり Season3［☆ 2023年10月6日 - 12月22日］
- 佐々木とピーちゃん［☆ 2024年1月5日 - 3月22日］
- アストロノオト［☆ 2024年4月5日 - 6月21日］
- リンカイ!［2024年7月5日 - 9月20日］

#### 24時15分 - 24時30分
- ワールドフールニュース［☆ 2014年7月4日 - 9月19日］

#### 24時30分 - 25時00分
- ソード・オラトリア ダンジョンに出会いを求めるのは間違っているだろうか外伝［☆ 2017年4月14日 - 6月30日］
- 時間の支配者［☆ 2017年7月7日 - 9月29日］
- キノの旅 -the Beautiful World- the Animated Series［☆ 2017年10月6日 - 12月22日］
- ハクメイとミコチ［☆ 2018年1月12日 - 3月30日］
- 魔法少女 俺［☆ 2018年4月6日 - 6月22日］
- アンゴルモア 元寇合戦記（再放送）［2018年7月13日 - 9月28日］
- やがて君になる［☆ 2018年10月5日 - 12月28日］
- ブギーポップは笑わない［☆ 2019年1月4日 - 3月29日］
- すのはら荘の管理人さん［2019年4月5日 - 6月21日］
- ダンジョンに出会いを求めるのは間違っているだろうかII［☆ 2019年7月12日 - 9月27日］
- 厨病激発ボーイ［☆ 2019年10月4日 - 12月13日］
- 地縛少年花子くん（TBS製作）［2020年1月10日 - 3月27日］
- 天晴爛漫!［☆ 2020年4月10日 - 4月24日、7月3日 - 9月25日］
- この素晴らしい世界に祝福を!（再放送）［☆ 2020年5月1日 - 7月3日］
- ダンジョンに出会いを求めるのは間違っているだろうかIII［☆ 2020年10月2日 - 12月18日］
- SHOW BY ROCK!! STARS!!［2021年1月8日 - 3月26日］
- シドニアの騎士 第九惑星戦役［2021年4月9日 - 6月25日］[注 44]
- 攻略うぉんてっど!〜異世界救います!?〜［☆ 2023年10月6日 - 12月22日］
- 経験済みなキミと、経験ゼロなオレが、お付き合いする話。（再放送）［2024年1月12日 - 3月29日］
- ガールズバンドクライ［☆ 2024年4月5日 - 6月28日］
- ビックリメン［2024年7月5日 - 9月20日］
- BanG Dream! It's MyGO!!!!!（再放送）［2024年10月4日 - 12月27日］
- 神統記（テオゴニア）［2025年4月11日 - 6月27日］
- アークナイツ【焔燼曙明/RISE FROM EMBER】［☆ 2025年7月4日 - ］

#### 24時40分 - 25時10分
- アニメコンプレックスNIGHT（第1期）［☆ 2001年4月13日 - 6月29日］
  - 鋼鉄天使くるみ2式
  - 花右京メイド隊
- SAMURAI GIRL リアルバウトハイスクール［2001年10月5日 - 12月28日］

#### 24時55分 - 25時25分
- 夏色キセキ［2014年10月3日 - 12月19日］[注 45][注 46]

#### 25時40分 - 26時10分
- 鉄のラインバレル（CBC製作）［2008年10月10日 - 2009年3月20日］

#### 26時10分 - 26時40分
- 吉宗［2006年4月7日 - 9月15日］
- マージナルプリンス〜月桂樹の王子達〜［2006年10月6日 - 12月29日］
- カレイドスター スペシャルセレクション［2007年1月5日 - 3月30日］
- 桃華月憚［2007年4月6日 - 9月28日］
- ドルアーガの塔 〜the Aegis of URUK〜［☆ 2008年4月4日 - 6月20日]
- 鉄腕バーディー DECODE［☆ 2008年7月4日 - 9月26日 再放送：2008年10月3日 - 12月26日]
- 鉄腕バーディー DECODE：02［☆ 2009年1月9日 - 3月27日］

#### 26時15分 - 26時45分
- 真・恋姫†無双［2009年10月9日 - 12月25日］
- 真・恋姫†無双 〜乙女大乱〜［2010年4月9日 - 6月25日］
- スーパーロボット大戦OG -ジ・インスペクター-［☆ 2010年10月1日 - 2011年4月1日］
- そふてにっ［2011年4月8日 - 6月24日］
- 魔乳秘剣帖［☆ 2011年7月15日 - 9月30日］
- 真剣で私に恋しなさい!［☆ 2011年10月7日 - 12月23日］
- だから僕は、Hができない。［2012年7月13日 - 9月28日］
- BTOOOM!［☆ 2012年10月5日 - 12月21日］

### 土曜日

#### 6時00分 - 6時30分
- スーパーブック［2018年10月6日 - 12月29日］

#### 7時00分 - 8時00分
- 未来少年コナン［2010年4月3日 - 6月26日］

#### 7時00分 - 7時30分
- KIDS・WORLD 世界のどうわ［2010年7月3日 - 2010年9月25日］

#### 7時30分 - 8時00分
- 12歳。〜ちっちゃなムネのトキメキ〜［2016年4月9日 - 6月25日］
- 12歳。〜ちっちゃなムネのトキメキ〜（再放送）［2016年7月9日 - 9月24日］
- 12歳。〜ちっちゃなムネのトキメキ〜 セカンドシーズン［2016年10月8日 - 12月24日］
- 12歳。〜ちっちゃなムネのトキメキ〜 セカンドシーズン（再放送）［2017年1月7日 - 3月25日］

#### 14時55分 - 15時00分
- ばなにゃ［2016年7月9日 - 10月1日］

#### 19時55分 - 20時00分
- 炬燵猫［2009年10月10日 - ］

#### 22時00分 - 22時30分
- ふたりはミルキィホームズ［2013年7月13日 - 9月28日］
- 探偵オペラ ミルキィホームズ セレクション［2014年1月11日 - 3月15日］
- リトルバスターズ! 〜Refrain〜[注 47]［2014年7月5日 - 9月27日］
- 探偵オペラ ミルキィホームズ［2014年10月4日 - 12月20日］[注 48]
- 探偵歌劇 ミルキィホームズ TD［2015年1月3日 - 3月28日］
- えとたま［2015年4月11日 - 6月27日］
- IS 〈インフィニット・ストラトス〉（再放送）［2015年7月4日 - 9月19日］
- となりの吸血鬼さん［2018年10月6日 - 12月22日］
- バミューダトライアングル 〜カラフル・パストラーレ〜［2019年1月12日 - 3月30日］

#### 22時25分 - 22時30分
- イケメン戦国◆時をかけるが恋は始まらない［2017年7月15日 - 9月30日］
- あめこん!!［2017年10月7日 - 12月23日］
- ありすorありす［2018年4月7日 - 6月23日］
- イケメン戦国◆時をかけるが恋は始まらない（再放送）［2018年7月7日 - 9月22日］

#### 22時30分 - 23時00分
- ラブライブ![注 49]［2013年10月5日 - 12月28日］
- 最近、妹のようすがちょっとおかしいんだが。［2014年1月4日 - 1月25日］
- 蒼き鋼のアルペジオ -アルス・ノヴァ-[注 47]［2014年4月5日 - 6月21日］
- 翠星のガルガンティア[注 50]［2014年7月5日 - 9月27日］
- ご注文はうさぎですか??［☆ 2015年10月10日 - 12月26日］
- ラクエンロジック［☆ 2016年1月9日 - 3月26日］
- ラブライブ!サンシャイン!!［☆ 2016年7月2日 - 9月24日］
- ろんぐらいだぁす!［☆ 2016年10月8日 - 12月24日］
- BanG Dream!［☆ 2017年1月21日 - 4月22日］
- ひなろじ〜from Luck & Logic〜［☆ 2017年7月1日 - 9月23日］
- ラブライブ!サンシャイン!! 第2期［☆ 2017年10月7日 - 12月30日］
- BanG Dream!（再放送）［☆ 2018年1月6日 - 4月7日］
- カードファイト!! ヴァンガード［☆ 2018年5月5日 - 2019年5月4日］
- BanG Dream! 2nd Season（再放送）［☆ 2019年5月11日 - 8月3日］
- グリザイア:ファントムトリガー THE ANIMATION［☆ 2019年9月7日 - 9月28日］
- ご注文はうさぎですか? BLOOM［☆ 2020年10月10日 - 12月26日］
- スライム倒して300年、知らないうちにレベルMAXになってました［☆ 2021年4月10日 - 6月26日］
- D_CIDE TRAUMEREI THE ANIMATION［☆ 2021年7月10日 - 10月2日］
- TSUKIPRO THE ANIMATION2［☆ 2021年10月9日 - 2022年1月1日］
- 失格紋の最強賢者［2022年1月8日 - 3月26日］
- ラブライブ!虹ヶ咲学園スクールアイドル同好会 第2期［☆ 2022年4月2日 - 6月25日］
- 黒の召喚士［2022年7月9日 - 9月24日］
- 農民関連のスキルばっか上げてたら何故か強くなった。［2022年10月1日 - 12月17日］
- D4DJ All Mix［☆ 2023年1月14日 - 4月1日］
- 異世界ワンターンキル姉さん 〜姉同伴の異世界生活はじめました〜［2023年4月8日 - 6月24日］
- ライアー・ライアー［2023年7月8日 - 9月23日］
- フェ〜レンザイ -神さまの日常-[注 51]［2023年10月7日 - 12月30日］
- 結婚指輪物語［2024年1月6日 - 3月23日］
- Sランクモンスターの《ベヒーモス》だけど、猫と間違われてエルフ娘の騎士として暮らしてます［2025年1月4日 - ］
- スライム倒して300年、知らないうちにレベルMAXになってました ～そのに～［2025年4月5日 - 6月21日］
- 気絶勇者と暗殺姫［2025年7月12日 - ］

#### 23時00分 - 23時30分
- ゼーガペイン［2024年4月6日 - 10月5日］
- 渡くんの××が崩壊寸前［2025年7月5日 - ］

#### 23時30分 - 24時00分
- シティーハンター［2019年1月5日 - 3月30日］
- 機動戦士ガンダム［2019年4月6日 - 2020年2月1日］
- 機動戦士Ζガンダム［2020年2月8日 - 9月26日］
- ラブライブ!虹ヶ咲学園スクールアイドル同好会［☆ 2020年10月3日 - 12月26日］
- 機動戦士ガンダムΖΖ［2021年1月23日 - 12月11日］
- 機動戦士ガンダムSEED［2022年1月15日 - 12月10日］
- 機動戦士ガンダムSEED DESTINY［2023年1月14日 - 12月23日］
- 機動武闘伝Gガンダム［2024年1月13日 - 12月21日］
- 新機動戦士ガンダムW［2024年12月28日 - ］

#### 24時30分 - 25時00分
- ぼくたちのリメイク［☆ 2021年7月3日 - 9月25日］
- 異世界おじさん［☆ 2022年10月8日 - 12月31日、2023年3月9日］

#### 25時00分 - 25時30分
- 鬼灯の冷徹 第弐期［☆ 2017年10月7日 - 12月30日］
- デスマーチからはじまる異世界狂想曲［2018年1月13日 - 3月31日］
- 鬼灯の冷徹 第弐期 その弐［☆ 2018年4月7日 - 6月30日］
- ゆらぎ荘の幽奈さん［☆ 2018年7月14日 - 9月29日］
- 抱かれたい男1位に脅されています。［☆ 2018年10月6日 - 12月29日］
- 明治東亰恋伽［☆ 2019年1月12日 - 3月30日］
- はねバド![注 52]［2019年7月6日 - 9月28日］
- プリンセスコネクト!Re:Dive（再放送）［2020年7月4日 - 9月26日］
- ゴブリンスレイヤーII［2023年10月7日 - 12月23日］

#### 25時30分 - 25時45分
- ニートくノ一となぜか同棲はじめました［☆ 2025年1月4日 - 6月21日］

#### 25時30分 - 26時00分
- LOST SONG［☆ 2018年4月7日 - 6月23日］
- はるかなレシーブ［☆ 2018年7月7日 - 9月22日］
- ゴブリンスレイヤー［2018年10月6日 - 12月29日］
- ハイスクール・フリート（再放送）［2019年1月5日 - 3月30日］
- 戦×恋［2019年10月5日 - 12月21日］
- 新サクラ大戦 the Animation［☆ 2020年4月25日 - 6月20日］
- 経験済みなキミと、経験ゼロなオレが、お付き合いする話。［☆ 2023年10月7日 - 12月23日］

#### 26時00分 - 26時30分
- 最近、妹のようすがちょっとおかしいんだが。 [注 53]［2014年2月1日 - 3月22日］
- D.C.III 〜ダ・カーポIII〜[注 54][2014年4月5日 - 6月28日]
- エンドライド（日本テレビ製作）［2016年5月7日 - 10月15日］
- ユーリ!!! on ICE（テレビ朝日製作）［2016年11月19日 - 2017年2月11日］
- ろんぐらいだぁす!［☆ 2017年2月18日 - 2月25日］

## エピソード・放送事故
- 1982年3月開局（設立自体は1981年）のテレビ大阪への番組引き継ぎの告知は番組内で一切せず。新聞各紙ではテレビ番組欄に「終」と記され、打ち切りを示唆された。
- 1994年に月曜 - 金曜の7:00 - 7:30に『アルプスの少女ハイジ』を再放送していたが、同年10月3日に『BBCワールドニュース』を放送開始するため、9月30日に放送された以後は10月18日 - 20日・25日・26日・11月1日の18:30 - 19:00に放送して完結させた（本来は9月30日に最終回が放送される予定で番組編成を組んでいたが、特番などが入り6回分が残った）。9月30日の放送ではこのことに関する告知は一切なかった[1]。
- 『ストラトス・フォー』（2003年3月25日放送分の第12話）において、番組のオープニングの途中にスポンサーテロップが入った。
  - 本来、オープニング後に入るべきのスポンサーテロップが前奏の部分に入り（字幕・音声共に）本来入るべき場所ではテロップが入らずそのままCMに入った。なお、振り替え放送は行われていない。
- 『地獄先生ぬ〜べ〜』（2005年4月27日放送分）において、本来放送される第3話が飛ばされて第4話が放送された。
  - 平日の帯再放送枠で放送されていたが、この日の前日にはJR福知山線脱線事故による報道特番が放送されており、中止することが決定していた。翌週月曜日（5月2日）に振り替え放送を行ったが、それまでは第4話 - 第6話が通常通り放送されていた。
- 『吉永さん家のガーゴイル』（2006年6月20日放送分の第12話）において、CMの挿入タイミングに異常が発生した。
  - 開始後から本編前半までは問題なく放送されていたが、CM直前のアイキャッチ終了後に映像が停止して暗転。およそ1分間この状態が続いた。その後は通常通りCMが始まったが、CM明けのアイキャッチが始まらずに次のスポンサーCMの冒頭が停止した状態で数秒間表示され、本編が途中から開始した。また、本編後半の終了後に画面が暗転してからも数秒間そのままとなった（正規の放送より長い）。さらに、スポットCM（1分中の後半30秒。この時は公共広告機構のものだった）の途中でいきなりエンディングテーマが始まり、本来番組が終了する時間で強制的にCMに入って終了となった（次回予告の映像は、スタッフロールの背景で通常通り放送されていた）。翌週に振り替え放送が行われた（第12話の再放送と、最終回である第13話の本放送を連続で放送。GコードやEPGは別々に扱われていた）。事故後未明にHPでお詫びの文を掲載し、振り替え放送当日には放送で3度も告知を行った（同日放送されていた『涼宮ハルヒの憂鬱』終了後、第12話開始前と終了後）。
- 『キテレツ大百科』（2007年3月27日放送分）において、本来放送される第202話が飛ばされて第203話が放送された。
  - 原因は不明。前日に放送された次回予告の最後（サブタイトルが表示される部分）を静止画に差し替えて対処した（音声はそのまま）。飛ばされた第202話は、後日放送された。
- 『ゼロの使い魔 〜双月の騎士〜』（2007年7月11日放送分の第1話）において、番組の途中で突然の停波があった。
  - 前半と後半の間のCMを開始して3・4秒後のことで、終了1・2秒前に回復した。本編には影響がなかった。振り替え放送は行われていない。
- 『シゴフミ』（2008年2月12日に放送される予定だった第6話）において、放送を休止して同話を飛ばし、翌週に第7話を放送。
  - 放送事故ではなく、公式サイトで告知したうえでの欠番である[2]。欠番の理由は公開されず、他局では平常通りに第6話が放送された。
- 『鉄腕バーディー DECODE』（2008年12月20日放送分の再放送第12話）において、番組のオープニングの途中にスポンサーテロップが入った。
  - 事故の内容としては『ストラトス・フォー』の場合と同様である。振り替え放送は行われていない。
- 『機動戦士ガンダム』（2019年4月6日 - ）の放送に際しては、ガンダムシリーズ40周年記念も兼ねて監督の富野由悠季への独占インタビュー映像がYouTubeにて公開されており[3]、彼が番組を告知するテレビCMも放送されている。
- 『戦闘員、派遣します!』（2021年6月13日放送分の第11話）はポートアイランド社屋から送出された最後の番組となった。